# Liste der Kulturdenkmale in Berlin-Mitte/Friedrich-Wilhelm-Stadt
Auf dieser Seite sind die Kulturdenkmale im Stadtviertel Friedrich-Wilhelm-Stadt im Berliner Ortsteil Mitte aufgelistet. Diese Liste ist Teil der Liste der Kulturdenkmale in Berlin-Mitte. Grundlage ist die Denkmalliste des Landes Berlin, die auf Basis des Berliner Denkmalschutzgesetzes erstmals am 28. September 1995 bekannt gemacht wurde und seither durch das Landesdenkmalamt Berlin geführt und aktualisiert wird.

## Denkmalbereiche (Ensembles)
| Nr.      | Lage | Offizielle Bezeichnung | Bestandteile / Beschreibung | Bild                                |
| -------- | --- | --- | --- | ----------------------------------- |
| 09080397 | Hannoversche Straße 15–18 (Lage) | Mietshäuser Baudenkmal siehe: Hannoversche Straße 17 | Weitere Bestandteile des Ensembles: | Weitere Bestandteile des Ensembles: |
| 09080397 | Hannoversche Straße 15–18 (Lage) | Mietshäuser Baudenkmal siehe: Hannoversche Straße 17 | 09011229 – Hannoversche Straße 15, Mietshaus, 1840 |                                     |
| 09080397 | Hannoversche Straße 15–18 (Lage) | Mietshäuser Baudenkmal siehe: Hannoversche Straße 17 | 09011230 – Hannoversche Straße 16, Mietshaus, 1843 |                                     |
| 09080397 | Hannoversche Straße 15–18 (Lage) | Mietshäuser Baudenkmal siehe: Hannoversche Straße 17 | 09011232 – Hannoversche Straße 18, Mietshaus, 1843 |                                     |
| 09055029 | Luisenstraße 56 Hannoversche Straße 23–28 Philippstraße 12–13 (Lage) | Tierärztliche Hochschule Baudenkmale siehe: Luisenstraße 56, I. Anatomisches Institut; II. Anatomisches Institut; Anatomisches Theater; Chemisch-physiologisches Institut; Chirurgische Pferdeklinik; Hygienisches Institut; Institut für Tieranatomie; Klinik für kleine Haustiere; Klinik für kleine Haustiere, Räude- und Staupestation; Lehrgebäude der Tierarzneischule; Medizinische Pferdeklinik, Stallgebäude; Pathologisches Institut, Erweiterungsbau; Poliklinik für große Haustiere; Schmiede-, Kassen- und Apothekengebäude; Denkmal Gerlach; Büste Dieckerhoff; Büste Schütz | Weitere Bestandteile des Ensembles: | Weitere Bestandteile des Ensembles: |
| 09055029 | Luisenstraße 56 Hannoversche Straße 23–28 Philippstraße 12–13 (Lage) | Tierärztliche Hochschule Baudenkmale siehe: Luisenstraße 56, I. Anatomisches Institut; II. Anatomisches Institut; Anatomisches Theater; Chemisch-physiologisches Institut; Chirurgische Pferdeklinik; Hygienisches Institut; Institut für Tieranatomie; Klinik für kleine Haustiere; Klinik für kleine Haustiere, Räude- und Staupestation; Lehrgebäude der Tierarzneischule; Medizinische Pferdeklinik, Stallgebäude; Pathologisches Institut, Erweiterungsbau; Poliklinik für große Haustiere; Schmiede-, Kassen- und Apothekengebäude; Denkmal Gerlach; Büste Dieckerhoff; Büste Schütz | 09055034 – Luisenstraße 56, Dienstleutehaus, 1892–1893 von Eduard Endell, Aufstockung 1912                                                                 |                                     |
| 09055029 | Luisenstraße 56 Hannoversche Straße 23–28 Philippstraße 12–13 (Lage) | Tierärztliche Hochschule Baudenkmale siehe: Luisenstraße 56, I. Anatomisches Institut; II. Anatomisches Institut; Anatomisches Theater; Chemisch-physiologisches Institut; Chirurgische Pferdeklinik; Hygienisches Institut; Institut für Tieranatomie; Klinik für kleine Haustiere; Klinik für kleine Haustiere, Räude- und Staupestation; Lehrgebäude der Tierarzneischule; Medizinische Pferdeklinik, Stallgebäude; Pathologisches Institut, Erweiterungsbau; Poliklinik für große Haustiere; Schmiede-, Kassen- und Apothekengebäude; Denkmal Gerlach; Büste Dieckerhoff; Büste Schütz | 09055043 – Luisenstraße 56, Groß- und Kleinviehstall, 1900                                                                                                 |                                     |
| 09055029 | Luisenstraße 56 Hannoversche Straße 23–28 Philippstraße 12–13 (Lage) | Tierärztliche Hochschule Baudenkmale siehe: Luisenstraße 56, I. Anatomisches Institut; II. Anatomisches Institut; Anatomisches Theater; Chemisch-physiologisches Institut; Chirurgische Pferdeklinik; Hygienisches Institut; Institut für Tieranatomie; Klinik für kleine Haustiere; Klinik für kleine Haustiere, Räude- und Staupestation; Lehrgebäude der Tierarzneischule; Medizinische Pferdeklinik, Stallgebäude; Pathologisches Institut, Erweiterungsbau; Poliklinik für große Haustiere; Schmiede-, Kassen- und Apothekengebäude; Denkmal Gerlach; Büste Dieckerhoff; Büste Schütz | 09055032 – Luisenstraße 56, Pathologisches Institut, 1882–1883 von Max Zastrau                                                                             |                                     |
| 09055029 | Luisenstraße 56 Hannoversche Straße 23–28 Philippstraße 12–13 (Lage) | Tierärztliche Hochschule Baudenkmale siehe: Luisenstraße 56, I. Anatomisches Institut; II. Anatomisches Institut; Anatomisches Theater; Chemisch-physiologisches Institut; Chirurgische Pferdeklinik; Hygienisches Institut; Institut für Tieranatomie; Klinik für kleine Haustiere; Klinik für kleine Haustiere, Räude- und Staupestation; Lehrgebäude der Tierarzneischule; Medizinische Pferdeklinik, Stallgebäude; Pathologisches Institut, Erweiterungsbau; Poliklinik für große Haustiere; Schmiede-, Kassen- und Apothekengebäude; Denkmal Gerlach; Büste Dieckerhoff; Büste Schütz | 09055047 – Luisenstraße 56, Rassestall und Stall der ambulatorischen Klinik, 1893 von Eduard Endell                                                        |                                     |
| 09055029 | Luisenstraße 56 Hannoversche Straße 23–28 Philippstraße 12–13 (Lage) | Tierärztliche Hochschule Baudenkmale siehe: Luisenstraße 56, I. Anatomisches Institut; II. Anatomisches Institut; Anatomisches Theater; Chemisch-physiologisches Institut; Chirurgische Pferdeklinik; Hygienisches Institut; Institut für Tieranatomie; Klinik für kleine Haustiere; Klinik für kleine Haustiere, Räude- und Staupestation; Lehrgebäude der Tierarzneischule; Medizinische Pferdeklinik, Stallgebäude; Pathologisches Institut, Erweiterungsbau; Poliklinik für große Haustiere; Schmiede-, Kassen- und Apothekengebäude; Denkmal Gerlach; Büste Dieckerhoff; Büste Schütz | 09055046 – Luisenstraße 56, Wohn- und Stallgebäude des Chemisch-physiologischen Instituts, 1910–1913 von Edmund Zastrau                                    |                                     |
| 09055029 | Luisenstraße 56 Hannoversche Straße 23–28 Philippstraße 12–13 (Lage) | Tierärztliche Hochschule Baudenkmale siehe: Luisenstraße 56, I. Anatomisches Institut; II. Anatomisches Institut; Anatomisches Theater; Chemisch-physiologisches Institut; Chirurgische Pferdeklinik; Hygienisches Institut; Institut für Tieranatomie; Klinik für kleine Haustiere; Klinik für kleine Haustiere, Räude- und Staupestation; Lehrgebäude der Tierarzneischule; Medizinische Pferdeklinik, Stallgebäude; Pathologisches Institut, Erweiterungsbau; Poliklinik für große Haustiere; Schmiede-, Kassen- und Apothekengebäude; Denkmal Gerlach; Büste Dieckerhoff; Büste Schütz | 09055044 – Luisenstraße 56 / Hannoversche Straße 27–28, Königliches Militär-Veterinär-Laboratorium, Heeresveterinäramt, 1918 und 1936                      |                                     |
| 09055029 | Luisenstraße 56 Hannoversche Straße 23–28 Philippstraße 12–13 (Lage) | Tierärztliche Hochschule Baudenkmale siehe: Luisenstraße 56, I. Anatomisches Institut; II. Anatomisches Institut; Anatomisches Theater; Chemisch-physiologisches Institut; Chirurgische Pferdeklinik; Hygienisches Institut; Institut für Tieranatomie; Klinik für kleine Haustiere; Klinik für kleine Haustiere, Räude- und Staupestation; Lehrgebäude der Tierarzneischule; Medizinische Pferdeklinik, Stallgebäude; Pathologisches Institut, Erweiterungsbau; Poliklinik für große Haustiere; Schmiede-, Kassen- und Apothekengebäude; Denkmal Gerlach; Büste Dieckerhoff; Büste Schütz | 09055051 – Luisenstraße 56 / Hannoversche Straße 23–26, Veterinärmedizinische Fakultät, 1790, Veränderungen 1839–1842, um 1900, nach 1925 und nach 1945    |                                     |
| 09055029 | Luisenstraße 56 Hannoversche Straße 23–28 Philippstraße 12–13 (Lage) | Tierärztliche Hochschule Baudenkmale siehe: Luisenstraße 56, I. Anatomisches Institut; II. Anatomisches Institut; Anatomisches Theater; Chemisch-physiologisches Institut; Chirurgische Pferdeklinik; Hygienisches Institut; Institut für Tieranatomie; Klinik für kleine Haustiere; Klinik für kleine Haustiere, Räude- und Staupestation; Lehrgebäude der Tierarzneischule; Medizinische Pferdeklinik, Stallgebäude; Pathologisches Institut, Erweiterungsbau; Poliklinik für große Haustiere; Schmiede-, Kassen- und Apothekengebäude; Denkmal Gerlach; Büste Dieckerhoff; Büste Schütz | Ehrenhof, Gartenanlagen und Panke |                                     |
| 09055029 | Luisenstraße 56 Hannoversche Straße 23–28 Philippstraße 12–13 (Lage) | Tierärztliche Hochschule Baudenkmale siehe: Luisenstraße 56, I. Anatomisches Institut; II. Anatomisches Institut; Anatomisches Theater; Chemisch-physiologisches Institut; Chirurgische Pferdeklinik; Hygienisches Institut; Institut für Tieranatomie; Klinik für kleine Haustiere; Klinik für kleine Haustiere, Räude- und Staupestation; Lehrgebäude der Tierarzneischule; Medizinische Pferdeklinik, Stallgebäude; Pathologisches Institut, Erweiterungsbau; Poliklinik für große Haustiere; Schmiede-, Kassen- und Apothekengebäude; Denkmal Gerlach; Büste Dieckerhoff; Büste Schütz | 09055042 – Philippstraße 12, Beamtenwohnhaus, um 1890 |                                     |
| 09055029 | Luisenstraße 56 Hannoversche Straße 23–28 Philippstraße 12–13 (Lage) | Tierärztliche Hochschule Baudenkmale siehe: Luisenstraße 56, I. Anatomisches Institut; II. Anatomisches Institut; Anatomisches Theater; Chemisch-physiologisches Institut; Chirurgische Pferdeklinik; Hygienisches Institut; Institut für Tieranatomie; Klinik für kleine Haustiere; Klinik für kleine Haustiere, Räude- und Staupestation; Lehrgebäude der Tierarzneischule; Medizinische Pferdeklinik, Stallgebäude; Pathologisches Institut, Erweiterungsbau; Poliklinik für große Haustiere; Schmiede-, Kassen- und Apothekengebäude; Denkmal Gerlach; Büste Dieckerhoff; Büste Schütz | Nicht konstituierender Bestandteil des Ensembles: Philippstraße 13                                                                                         |                                     |
| 09095859 | Marienstraße 1–32 Albrechtstraße 5–8, 12–23, 26–27 Bertolt-Brecht-Platz 1 Charitéstraße 2–9 Karlplatz 7 Luisenstraße 14–19, 38–42, 44–46 Reinhardtstraße 19, 21, 33–38, 41/47A, 44, 46 Schiffbauerdamm 4A–8 Schumannstraße 1–5, 9–18 (Lage) | Friedrich-Wilhelm-Stadt Gesamtanlage siehe: Schiffbauerdamm 8 Baudenkmale siehe: Albrechtstraße 5; 6; 17; 18; 19; 20; 27 Bertolt-Brecht-Platz 1 Charitéstraße 2; 4; 9 Karlplatz, Virchow-Denkmal Luisenstraße 18; 19 Marienstraße 2; 3; 4; 5; 10; 11; 12; 14; 19–20; 21; 22; 27; 28; 29 Reinhardtstraße 33; 34; 41, 47–47A Schumannstraße 12–13A; 13; 14A–B; 16; 17; 18 Gartendenkmal siehe: Albrechtstraße 13–14 | Weitere Bestandteile des Ensembles: | Weitere Bestandteile des Ensembles: |
| 09095859 | Marienstraße 1–32 Albrechtstraße 5–8, 12–23, 26–27 Bertolt-Brecht-Platz 1 Charitéstraße 2–9 Karlplatz 7 Luisenstraße 14–19, 38–42, 44–46 Reinhardtstraße 19, 21, 33–38, 41/47A, 44, 46 Schiffbauerdamm 4A–8 Schumannstraße 1–5, 9–18 (Lage) | Friedrich-Wilhelm-Stadt Gesamtanlage siehe: Schiffbauerdamm 8 Baudenkmale siehe: Albrechtstraße 5; 6; 17; 18; 19; 20; 27 Bertolt-Brecht-Platz 1 Charitéstraße 2; 4; 9 Karlplatz, Virchow-Denkmal Luisenstraße 18; 19 Marienstraße 2; 3; 4; 5; 10; 11; 12; 14; 19–20; 21; 22; 27; 28; 29 Reinhardtstraße 33; 34; 41, 47–47A Schumannstraße 12–13A; 13; 14A–B; 16; 17; 18 Gartendenkmal siehe: Albrechtstraße 13–14 | 09095843 – Albrechtstraße 7 / Marienstraße 18, Mietshaus, um 1905                                                                                          |                                     |
| 09095859 | Marienstraße 1–32 Albrechtstraße 5–8, 12–23, 26–27 Bertolt-Brecht-Platz 1 Charitéstraße 2–9 Karlplatz 7 Luisenstraße 14–19, 38–42, 44–46 Reinhardtstraße 19, 21, 33–38, 41/47A, 44, 46 Schiffbauerdamm 4A–8 Schumannstraße 1–5, 9–18 (Lage) | Friedrich-Wilhelm-Stadt Gesamtanlage siehe: Schiffbauerdamm 8 Baudenkmale siehe: Albrechtstraße 5; 6; 17; 18; 19; 20; 27 Bertolt-Brecht-Platz 1 Charitéstraße 2; 4; 9 Karlplatz, Virchow-Denkmal Luisenstraße 18; 19 Marienstraße 2; 3; 4; 5; 10; 11; 12; 14; 19–20; 21; 22; 27; 28; 29 Reinhardtstraße 33; 34; 41, 47–47A Schumannstraße 12–13A; 13; 14A–B; 16; 17; 18 Gartendenkmal siehe: Albrechtstraße 13–14 | 09095844 – Albrechtstraße 8 / Marienstraße 16–17, Christliches Hospiz, 1909–1910 von Otto Johannis (siehe Hotel Albrechtshof)                              |                                     |
| 09095859 | Marienstraße 1–32 Albrechtstraße 5–8, 12–23, 26–27 Bertolt-Brecht-Platz 1 Charitéstraße 2–9 Karlplatz 7 Luisenstraße 14–19, 38–42, 44–46 Reinhardtstraße 19, 21, 33–38, 41/47A, 44, 46 Schiffbauerdamm 4A–8 Schumannstraße 1–5, 9–18 (Lage) | Friedrich-Wilhelm-Stadt Gesamtanlage siehe: Schiffbauerdamm 8 Baudenkmale siehe: Albrechtstraße 5; 6; 17; 18; 19; 20; 27 Bertolt-Brecht-Platz 1 Charitéstraße 2; 4; 9 Karlplatz, Virchow-Denkmal Luisenstraße 18; 19 Marienstraße 2; 3; 4; 5; 10; 11; 12; 14; 19–20; 21; 22; 27; 28; 29 Reinhardtstraße 33; 34; 41, 47–47A Schumannstraße 12–13A; 13; 14A–B; 16; 17; 18 Gartendenkmal siehe: Albrechtstraße 13–14 | 09095847 – Albrechtstraße 12 / Schiffbauerdamm, Mietshaus, 1896                                                                                            |                                     |
| 09095859 | Marienstraße 1–32 Albrechtstraße 5–8, 12–23, 26–27 Bertolt-Brecht-Platz 1 Charitéstraße 2–9 Karlplatz 7 Luisenstraße 14–19, 38–42, 44–46 Reinhardtstraße 19, 21, 33–38, 41/47A, 44, 46 Schiffbauerdamm 4A–8 Schumannstraße 1–5, 9–18 (Lage) | Friedrich-Wilhelm-Stadt Gesamtanlage siehe: Schiffbauerdamm 8 Baudenkmale siehe: Albrechtstraße 5; 6; 17; 18; 19; 20; 27 Bertolt-Brecht-Platz 1 Charitéstraße 2; 4; 9 Karlplatz, Virchow-Denkmal Luisenstraße 18; 19 Marienstraße 2; 3; 4; 5; 10; 11; 12; 14; 19–20; 21; 22; 27; 28; 29 Reinhardtstraße 33; 34; 41, 47–47A Schumannstraße 12–13A; 13; 14A–B; 16; 17; 18 Gartendenkmal siehe: Albrechtstraße 13–14 | 09095849 – Albrechtstraße 15, Mietshaus, 1861 |                                     |
| 09095859 | Marienstraße 1–32 Albrechtstraße 5–8, 12–23, 26–27 Bertolt-Brecht-Platz 1 Charitéstraße 2–9 Karlplatz 7 Luisenstraße 14–19, 38–42, 44–46 Reinhardtstraße 19, 21, 33–38, 41/47A, 44, 46 Schiffbauerdamm 4A–8 Schumannstraße 1–5, 9–18 (Lage) | Friedrich-Wilhelm-Stadt Gesamtanlage siehe: Schiffbauerdamm 8 Baudenkmale siehe: Albrechtstraße 5; 6; 17; 18; 19; 20; 27 Bertolt-Brecht-Platz 1 Charitéstraße 2; 4; 9 Karlplatz, Virchow-Denkmal Luisenstraße 18; 19 Marienstraße 2; 3; 4; 5; 10; 11; 12; 14; 19–20; 21; 22; 27; 28; 29 Reinhardtstraße 33; 34; 41, 47–47A Schumannstraße 12–13A; 13; 14A–B; 16; 17; 18 Gartendenkmal siehe: Albrechtstraße 13–14 | 09095850 – Albrechtstraße 16, Mietshaus, 1861 |                                     |
| 09095859 | Marienstraße 1–32 Albrechtstraße 5–8, 12–23, 26–27 Bertolt-Brecht-Platz 1 Charitéstraße 2–9 Karlplatz 7 Luisenstraße 14–19, 38–42, 44–46 Reinhardtstraße 19, 21, 33–38, 41/47A, 44, 46 Schiffbauerdamm 4A–8 Schumannstraße 1–5, 9–18 (Lage) | Friedrich-Wilhelm-Stadt Gesamtanlage siehe: Schiffbauerdamm 8 Baudenkmale siehe: Albrechtstraße 5; 6; 17; 18; 19; 20; 27 Bertolt-Brecht-Platz 1 Charitéstraße 2; 4; 9 Karlplatz, Virchow-Denkmal Luisenstraße 18; 19 Marienstraße 2; 3; 4; 5; 10; 11; 12; 14; 19–20; 21; 22; 27; 28; 29 Reinhardtstraße 33; 34; 41, 47–47A Schumannstraße 12–13A; 13; 14A–B; 16; 17; 18 Gartendenkmal siehe: Albrechtstraße 13–14 | 09095855 – Albrechtstraße 21, Mietshaus, 1852 |                                     |
| 09095859 | Marienstraße 1–32 Albrechtstraße 5–8, 12–23, 26–27 Bertolt-Brecht-Platz 1 Charitéstraße 2–9 Karlplatz 7 Luisenstraße 14–19, 38–42, 44–46 Reinhardtstraße 19, 21, 33–38, 41/47A, 44, 46 Schiffbauerdamm 4A–8 Schumannstraße 1–5, 9–18 (Lage) | Friedrich-Wilhelm-Stadt Gesamtanlage siehe: Schiffbauerdamm 8 Baudenkmale siehe: Albrechtstraße 5; 6; 17; 18; 19; 20; 27 Bertolt-Brecht-Platz 1 Charitéstraße 2; 4; 9 Karlplatz, Virchow-Denkmal Luisenstraße 18; 19 Marienstraße 2; 3; 4; 5; 10; 11; 12; 14; 19–20; 21; 22; 27; 28; 29 Reinhardtstraße 33; 34; 41, 47–47A Schumannstraße 12–13A; 13; 14A–B; 16; 17; 18 Gartendenkmal siehe: Albrechtstraße 13–14 | 09095856 – Albrechtstraße 22, Mietshaus, 1888 |                                     |
| 09095859 | Marienstraße 1–32 Albrechtstraße 5–8, 12–23, 26–27 Bertolt-Brecht-Platz 1 Charitéstraße 2–9 Karlplatz 7 Luisenstraße 14–19, 38–42, 44–46 Reinhardtstraße 19, 21, 33–38, 41/47A, 44, 46 Schiffbauerdamm 4A–8 Schumannstraße 1–5, 9–18 (Lage) | Friedrich-Wilhelm-Stadt Gesamtanlage siehe: Schiffbauerdamm 8 Baudenkmale siehe: Albrechtstraße 5; 6; 17; 18; 19; 20; 27 Bertolt-Brecht-Platz 1 Charitéstraße 2; 4; 9 Karlplatz, Virchow-Denkmal Luisenstraße 18; 19 Marienstraße 2; 3; 4; 5; 10; 11; 12; 14; 19–20; 21; 22; 27; 28; 29 Reinhardtstraße 33; 34; 41, 47–47A Schumannstraße 12–13A; 13; 14A–B; 16; 17; 18 Gartendenkmal siehe: Albrechtstraße 13–14 | 09095857 – Albrechtstraße 23 / Reinhardtstraße 21, Mietshaus, um 1885                                                                                      |                                     |
| 09095859 | Marienstraße 1–32 Albrechtstraße 5–8, 12–23, 26–27 Bertolt-Brecht-Platz 1 Charitéstraße 2–9 Karlplatz 7 Luisenstraße 14–19, 38–42, 44–46 Reinhardtstraße 19, 21, 33–38, 41/47A, 44, 46 Schiffbauerdamm 4A–8 Schumannstraße 1–5, 9–18 (Lage) | Friedrich-Wilhelm-Stadt Gesamtanlage siehe: Schiffbauerdamm 8 Baudenkmale siehe: Albrechtstraße 5; 6; 17; 18; 19; 20; 27 Bertolt-Brecht-Platz 1 Charitéstraße 2; 4; 9 Karlplatz, Virchow-Denkmal Luisenstraße 18; 19 Marienstraße 2; 3; 4; 5; 10; 11; 12; 14; 19–20; 21; 22; 27; 28; 29 Reinhardtstraße 33; 34; 41, 47–47A Schumannstraße 12–13A; 13; 14A–B; 16; 17; 18 Gartendenkmal siehe: Albrechtstraße 13–14 | 09011172 – Albrechtstraße 26, Verwaltungsgebäude der Städtischen Gaswerke und Botschaft der Ukraine, 1910 von Ludwig Hoffmann, Umbau 1992                  |                                     |
| 09095859 | Marienstraße 1–32 Albrechtstraße 5–8, 12–23, 26–27 Bertolt-Brecht-Platz 1 Charitéstraße 2–9 Karlplatz 7 Luisenstraße 14–19, 38–42, 44–46 Reinhardtstraße 19, 21, 33–38, 41/47A, 44, 46 Schiffbauerdamm 4A–8 Schumannstraße 1–5, 9–18 (Lage) | Friedrich-Wilhelm-Stadt Gesamtanlage siehe: Schiffbauerdamm 8 Baudenkmale siehe: Albrechtstraße 5; 6; 17; 18; 19; 20; 27 Bertolt-Brecht-Platz 1 Charitéstraße 2; 4; 9 Karlplatz, Virchow-Denkmal Luisenstraße 18; 19 Marienstraße 2; 3; 4; 5; 10; 11; 12; 14; 19–20; 21; 22; 27; 28; 29 Reinhardtstraße 33; 34; 41, 47–47A Schumannstraße 12–13A; 13; 14A–B; 16; 17; 18 Gartendenkmal siehe: Albrechtstraße 13–14 | 09095961 – Charitéstraße 3, Wohn- und Geschäftshaus, 1906                                                                                                  |                                     |
| 09095859 | Marienstraße 1–32 Albrechtstraße 5–8, 12–23, 26–27 Bertolt-Brecht-Platz 1 Charitéstraße 2–9 Karlplatz 7 Luisenstraße 14–19, 38–42, 44–46 Reinhardtstraße 19, 21, 33–38, 41/47A, 44, 46 Schiffbauerdamm 4A–8 Schumannstraße 1–5, 9–18 (Lage) | Friedrich-Wilhelm-Stadt Gesamtanlage siehe: Schiffbauerdamm 8 Baudenkmale siehe: Albrechtstraße 5; 6; 17; 18; 19; 20; 27 Bertolt-Brecht-Platz 1 Charitéstraße 2; 4; 9 Karlplatz, Virchow-Denkmal Luisenstraße 18; 19 Marienstraße 2; 3; 4; 5; 10; 11; 12; 14; 19–20; 21; 22; 27; 28; 29 Reinhardtstraße 33; 34; 41, 47–47A Schumannstraße 12–13A; 13; 14A–B; 16; 17; 18 Gartendenkmal siehe: Albrechtstraße 13–14 | 09095964 – Karlplatz 7 / Luisenstraße 16 / Charitéstraße 8, Hotel, 1893                                                                                    |                                     |
| 09095859 | Marienstraße 1–32 Albrechtstraße 5–8, 12–23, 26–27 Bertolt-Brecht-Platz 1 Charitéstraße 2–9 Karlplatz 7 Luisenstraße 14–19, 38–42, 44–46 Reinhardtstraße 19, 21, 33–38, 41/47A, 44, 46 Schiffbauerdamm 4A–8 Schumannstraße 1–5, 9–18 (Lage) | Friedrich-Wilhelm-Stadt Gesamtanlage siehe: Schiffbauerdamm 8 Baudenkmale siehe: Albrechtstraße 5; 6; 17; 18; 19; 20; 27 Bertolt-Brecht-Platz 1 Charitéstraße 2; 4; 9 Karlplatz, Virchow-Denkmal Luisenstraße 18; 19 Marienstraße 2; 3; 4; 5; 10; 11; 12; 14; 19–20; 21; 22; 27; 28; 29 Reinhardtstraße 33; 34; 41, 47–47A Schumannstraße 12–13A; 13; 14A–B; 16; 17; 18 Gartendenkmal siehe: Albrechtstraße 13–14 | 09095980 – Luisenstraße 14–15 / Schumannstraße 3, Mietshaus, 1830                                                                                          |                                     |
| 09095859 | Marienstraße 1–32 Albrechtstraße 5–8, 12–23, 26–27 Bertolt-Brecht-Platz 1 Charitéstraße 2–9 Karlplatz 7 Luisenstraße 14–19, 38–42, 44–46 Reinhardtstraße 19, 21, 33–38, 41/47A, 44, 46 Schiffbauerdamm 4A–8 Schumannstraße 1–5, 9–18 (Lage) | Friedrich-Wilhelm-Stadt Gesamtanlage siehe: Schiffbauerdamm 8 Baudenkmale siehe: Albrechtstraße 5; 6; 17; 18; 19; 20; 27 Bertolt-Brecht-Platz 1 Charitéstraße 2; 4; 9 Karlplatz, Virchow-Denkmal Luisenstraße 18; 19 Marienstraße 2; 3; 4; 5; 10; 11; 12; 14; 19–20; 21; 22; 27; 28; 29 Reinhardtstraße 33; 34; 41, 47–47A Schumannstraße 12–13A; 13; 14A–B; 16; 17; 18 Gartendenkmal siehe: Albrechtstraße 13–14 | 09095860 – Luisenstraße 38, Mietshaus, 1826, Umbauten 1876 und um 1910                                                                                     |                                     |
| 09095859 | Marienstraße 1–32 Albrechtstraße 5–8, 12–23, 26–27 Bertolt-Brecht-Platz 1 Charitéstraße 2–9 Karlplatz 7 Luisenstraße 14–19, 38–42, 44–46 Reinhardtstraße 19, 21, 33–38, 41/47A, 44, 46 Schiffbauerdamm 4A–8 Schumannstraße 1–5, 9–18 (Lage) | Friedrich-Wilhelm-Stadt Gesamtanlage siehe: Schiffbauerdamm 8 Baudenkmale siehe: Albrechtstraße 5; 6; 17; 18; 19; 20; 27 Bertolt-Brecht-Platz 1 Charitéstraße 2; 4; 9 Karlplatz, Virchow-Denkmal Luisenstraße 18; 19 Marienstraße 2; 3; 4; 5; 10; 11; 12; 14; 19–20; 21; 22; 27; 28; 29 Reinhardtstraße 33; 34; 41, 47–47A Schumannstraße 12–13A; 13; 14A–B; 16; 17; 18 Gartendenkmal siehe: Albrechtstraße 13–14 | 09095861 – Luisenstraße 39 / Marienstraße 32, Mietshaus, 1877                                                                                              |                                     |
| 09095859 | Marienstraße 1–32 Albrechtstraße 5–8, 12–23, 26–27 Bertolt-Brecht-Platz 1 Charitéstraße 2–9 Karlplatz 7 Luisenstraße 14–19, 38–42, 44–46 Reinhardtstraße 19, 21, 33–38, 41/47A, 44, 46 Schiffbauerdamm 4A–8 Schumannstraße 1–5, 9–18 (Lage) | Friedrich-Wilhelm-Stadt Gesamtanlage siehe: Schiffbauerdamm 8 Baudenkmale siehe: Albrechtstraße 5; 6; 17; 18; 19; 20; 27 Bertolt-Brecht-Platz 1 Charitéstraße 2; 4; 9 Karlplatz, Virchow-Denkmal Luisenstraße 18; 19 Marienstraße 2; 3; 4; 5; 10; 11; 12; 14; 19–20; 21; 22; 27; 28; 29 Reinhardtstraße 33; 34; 41, 47–47A Schumannstraße 12–13A; 13; 14A–B; 16; 17; 18 Gartendenkmal siehe: Albrechtstraße 13–14 | 09095967 – Luisenstraße 40, Mietshaus, 1877 |                                     |
| 09095859 | Marienstraße 1–32 Albrechtstraße 5–8, 12–23, 26–27 Bertolt-Brecht-Platz 1 Charitéstraße 2–9 Karlplatz 7 Luisenstraße 14–19, 38–42, 44–46 Reinhardtstraße 19, 21, 33–38, 41/47A, 44, 46 Schiffbauerdamm 4A–8 Schumannstraße 1–5, 9–18 (Lage) | Friedrich-Wilhelm-Stadt Gesamtanlage siehe: Schiffbauerdamm 8 Baudenkmale siehe: Albrechtstraße 5; 6; 17; 18; 19; 20; 27 Bertolt-Brecht-Platz 1 Charitéstraße 2; 4; 9 Karlplatz, Virchow-Denkmal Luisenstraße 18; 19 Marienstraße 2; 3; 4; 5; 10; 11; 12; 14; 19–20; 21; 22; 27; 28; 29 Reinhardtstraße 33; 34; 41, 47–47A Schumannstraße 12–13A; 13; 14A–B; 16; 17; 18 Gartendenkmal siehe: Albrechtstraße 13–14 | 09095968 – Luisenstraße 41, Mietshaus, um 1910 |                                     |
| 09095859 | Marienstraße 1–32 Albrechtstraße 5–8, 12–23, 26–27 Bertolt-Brecht-Platz 1 Charitéstraße 2–9 Karlplatz 7 Luisenstraße 14–19, 38–42, 44–46 Reinhardtstraße 19, 21, 33–38, 41/47A, 44, 46 Schiffbauerdamm 4A–8 Schumannstraße 1–5, 9–18 (Lage) | Friedrich-Wilhelm-Stadt Gesamtanlage siehe: Schiffbauerdamm 8 Baudenkmale siehe: Albrechtstraße 5; 6; 17; 18; 19; 20; 27 Bertolt-Brecht-Platz 1 Charitéstraße 2; 4; 9 Karlplatz, Virchow-Denkmal Luisenstraße 18; 19 Marienstraße 2; 3; 4; 5; 10; 11; 12; 14; 19–20; 21; 22; 27; 28; 29 Reinhardtstraße 33; 34; 41, 47–47A Schumannstraße 12–13A; 13; 14A–B; 16; 17; 18 Gartendenkmal siehe: Albrechtstraße 13–14 | 09095969 – Luisenstraße 45, Mietshaus, 1838 |                                     |
| 09095859 | Marienstraße 1–32 Albrechtstraße 5–8, 12–23, 26–27 Bertolt-Brecht-Platz 1 Charitéstraße 2–9 Karlplatz 7 Luisenstraße 14–19, 38–42, 44–46 Reinhardtstraße 19, 21, 33–38, 41/47A, 44, 46 Schiffbauerdamm 4A–8 Schumannstraße 1–5, 9–18 (Lage) | Friedrich-Wilhelm-Stadt Gesamtanlage siehe: Schiffbauerdamm 8 Baudenkmale siehe: Albrechtstraße 5; 6; 17; 18; 19; 20; 27 Bertolt-Brecht-Platz 1 Charitéstraße 2; 4; 9 Karlplatz, Virchow-Denkmal Luisenstraße 18; 19 Marienstraße 2; 3; 4; 5; 10; 11; 12; 14; 19–20; 21; 22; 27; 28; 29 Reinhardtstraße 33; 34; 41, 47–47A Schumannstraße 12–13A; 13; 14A–B; 16; 17; 18 Gartendenkmal siehe: Albrechtstraße 13–14 | 09095970 – Luisenstraße 46 / Schumannstraße 4, Hotel, Geschäftshaus, um 1920                                                                               |                                     |
| 09095859 | Marienstraße 1–32 Albrechtstraße 5–8, 12–23, 26–27 Bertolt-Brecht-Platz 1 Charitéstraße 2–9 Karlplatz 7 Luisenstraße 14–19, 38–42, 44–46 Reinhardtstraße 19, 21, 33–38, 41/47A, 44, 46 Schiffbauerdamm 4A–8 Schumannstraße 1–5, 9–18 (Lage) | Friedrich-Wilhelm-Stadt Gesamtanlage siehe: Schiffbauerdamm 8 Baudenkmale siehe: Albrechtstraße 5; 6; 17; 18; 19; 20; 27 Bertolt-Brecht-Platz 1 Charitéstraße 2; 4; 9 Karlplatz, Virchow-Denkmal Luisenstraße 18; 19 Marienstraße 2; 3; 4; 5; 10; 11; 12; 14; 19–20; 21; 22; 27; 28; 29 Reinhardtstraße 33; 34; 41, 47–47A Schumannstraße 12–13A; 13; 14A–B; 16; 17; 18 Gartendenkmal siehe: Albrechtstraße 13–14 | 09095862 – Marienstraße 1, Mietshaus, 1826, Umbau 1845 |                                     |
| 09095859 | Marienstraße 1–32 Albrechtstraße 5–8, 12–23, 26–27 Bertolt-Brecht-Platz 1 Charitéstraße 2–9 Karlplatz 7 Luisenstraße 14–19, 38–42, 44–46 Reinhardtstraße 19, 21, 33–38, 41/47A, 44, 46 Schiffbauerdamm 4A–8 Schumannstraße 1–5, 9–18 (Lage) | Friedrich-Wilhelm-Stadt Gesamtanlage siehe: Schiffbauerdamm 8 Baudenkmale siehe: Albrechtstraße 5; 6; 17; 18; 19; 20; 27 Bertolt-Brecht-Platz 1 Charitéstraße 2; 4; 9 Karlplatz, Virchow-Denkmal Luisenstraße 18; 19 Marienstraße 2; 3; 4; 5; 10; 11; 12; 14; 19–20; 21; 22; 27; 28; 29 Reinhardtstraße 33; 34; 41, 47–47A Schumannstraße 12–13A; 13; 14A–B; 16; 17; 18 Gartendenkmal siehe: Albrechtstraße 13–14 | 09095867 – Marienstraße 6, Mietshaus, 1838 |                                     |
| 09095859 | Marienstraße 1–32 Albrechtstraße 5–8, 12–23, 26–27 Bertolt-Brecht-Platz 1 Charitéstraße 2–9 Karlplatz 7 Luisenstraße 14–19, 38–42, 44–46 Reinhardtstraße 19, 21, 33–38, 41/47A, 44, 46 Schiffbauerdamm 4A–8 Schumannstraße 1–5, 9–18 (Lage) | Friedrich-Wilhelm-Stadt Gesamtanlage siehe: Schiffbauerdamm 8 Baudenkmale siehe: Albrechtstraße 5; 6; 17; 18; 19; 20; 27 Bertolt-Brecht-Platz 1 Charitéstraße 2; 4; 9 Karlplatz, Virchow-Denkmal Luisenstraße 18; 19 Marienstraße 2; 3; 4; 5; 10; 11; 12; 14; 19–20; 21; 22; 27; 28; 29 Reinhardtstraße 33; 34; 41, 47–47A Schumannstraße 12–13A; 13; 14A–B; 16; 17; 18 Gartendenkmal siehe: Albrechtstraße 13–14 | 09095868 – Marienstraße 7, Mietshaus, 1827 |                                     |
| 09095859 | Marienstraße 1–32 Albrechtstraße 5–8, 12–23, 26–27 Bertolt-Brecht-Platz 1 Charitéstraße 2–9 Karlplatz 7 Luisenstraße 14–19, 38–42, 44–46 Reinhardtstraße 19, 21, 33–38, 41/47A, 44, 46 Schiffbauerdamm 4A–8 Schumannstraße 1–5, 9–18 (Lage) | Friedrich-Wilhelm-Stadt Gesamtanlage siehe: Schiffbauerdamm 8 Baudenkmale siehe: Albrechtstraße 5; 6; 17; 18; 19; 20; 27 Bertolt-Brecht-Platz 1 Charitéstraße 2; 4; 9 Karlplatz, Virchow-Denkmal Luisenstraße 18; 19 Marienstraße 2; 3; 4; 5; 10; 11; 12; 14; 19–20; 21; 22; 27; 28; 29 Reinhardtstraße 33; 34; 41, 47–47A Schumannstraße 12–13A; 13; 14A–B; 16; 17; 18 Gartendenkmal siehe: Albrechtstraße 13–14 | 09095869 – Marienstraße 8, Mietshaus, 1874 |                                     |
| 09095859 | Marienstraße 1–32 Albrechtstraße 5–8, 12–23, 26–27 Bertolt-Brecht-Platz 1 Charitéstraße 2–9 Karlplatz 7 Luisenstraße 14–19, 38–42, 44–46 Reinhardtstraße 19, 21, 33–38, 41/47A, 44, 46 Schiffbauerdamm 4A–8 Schumannstraße 1–5, 9–18 (Lage) | Friedrich-Wilhelm-Stadt Gesamtanlage siehe: Schiffbauerdamm 8 Baudenkmale siehe: Albrechtstraße 5; 6; 17; 18; 19; 20; 27 Bertolt-Brecht-Platz 1 Charitéstraße 2; 4; 9 Karlplatz, Virchow-Denkmal Luisenstraße 18; 19 Marienstraße 2; 3; 4; 5; 10; 11; 12; 14; 19–20; 21; 22; 27; 28; 29 Reinhardtstraße 33; 34; 41, 47–47A Schumannstraße 12–13A; 13; 14A–B; 16; 17; 18 Gartendenkmal siehe: Albrechtstraße 13–14 | 09095870 – Marienstraße 9, Mietshaus, 1883 |                                     |
| 09095859 | Marienstraße 1–32 Albrechtstraße 5–8, 12–23, 26–27 Bertolt-Brecht-Platz 1 Charitéstraße 2–9 Karlplatz 7 Luisenstraße 14–19, 38–42, 44–46 Reinhardtstraße 19, 21, 33–38, 41/47A, 44, 46 Schiffbauerdamm 4A–8 Schumannstraße 1–5, 9–18 (Lage) | Friedrich-Wilhelm-Stadt Gesamtanlage siehe: Schiffbauerdamm 8 Baudenkmale siehe: Albrechtstraße 5; 6; 17; 18; 19; 20; 27 Bertolt-Brecht-Platz 1 Charitéstraße 2; 4; 9 Karlplatz, Virchow-Denkmal Luisenstraße 18; 19 Marienstraße 2; 3; 4; 5; 10; 11; 12; 14; 19–20; 21; 22; 27; 28; 29 Reinhardtstraße 33; 34; 41, 47–47A Schumannstraße 12–13A; 13; 14A–B; 16; 17; 18 Gartendenkmal siehe: Albrechtstraße 13–14 | Treppenanlage, 1883 |                                     |
| 09095859 | Marienstraße 1–32 Albrechtstraße 5–8, 12–23, 26–27 Bertolt-Brecht-Platz 1 Charitéstraße 2–9 Karlplatz 7 Luisenstraße 14–19, 38–42, 44–46 Reinhardtstraße 19, 21, 33–38, 41/47A, 44, 46 Schiffbauerdamm 4A–8 Schumannstraße 1–5, 9–18 (Lage) | Friedrich-Wilhelm-Stadt Gesamtanlage siehe: Schiffbauerdamm 8 Baudenkmale siehe: Albrechtstraße 5; 6; 17; 18; 19; 20; 27 Bertolt-Brecht-Platz 1 Charitéstraße 2; 4; 9 Karlplatz, Virchow-Denkmal Luisenstraße 18; 19 Marienstraße 2; 3; 4; 5; 10; 11; 12; 14; 19–20; 21; 22; 27; 28; 29 Reinhardtstraße 33; 34; 41, 47–47A Schumannstraße 12–13A; 13; 14A–B; 16; 17; 18 Gartendenkmal siehe: Albrechtstraße 13–14 | 09095874 – Marienstraße 13, Wohnbau (Hofgebäude), 1855 |                                     |
| 09095859 | Marienstraße 1–32 Albrechtstraße 5–8, 12–23, 26–27 Bertolt-Brecht-Platz 1 Charitéstraße 2–9 Karlplatz 7 Luisenstraße 14–19, 38–42, 44–46 Reinhardtstraße 19, 21, 33–38, 41/47A, 44, 46 Schiffbauerdamm 4A–8 Schumannstraße 1–5, 9–18 (Lage) | Friedrich-Wilhelm-Stadt Gesamtanlage siehe: Schiffbauerdamm 8 Baudenkmale siehe: Albrechtstraße 5; 6; 17; 18; 19; 20; 27 Bertolt-Brecht-Platz 1 Charitéstraße 2; 4; 9 Karlplatz, Virchow-Denkmal Luisenstraße 18; 19 Marienstraße 2; 3; 4; 5; 10; 11; 12; 14; 19–20; 21; 22; 27; 28; 29 Reinhardtstraße 33; 34; 41, 47–47A Schumannstraße 12–13A; 13; 14A–B; 16; 17; 18 Gartendenkmal siehe: Albrechtstraße 13–14 | 09095876 – Marienstraße 15, Mietshaus, 1828 |                                     |
| 09095859 | Marienstraße 1–32 Albrechtstraße 5–8, 12–23, 26–27 Bertolt-Brecht-Platz 1 Charitéstraße 2–9 Karlplatz 7 Luisenstraße 14–19, 38–42, 44–46 Reinhardtstraße 19, 21, 33–38, 41/47A, 44, 46 Schiffbauerdamm 4A–8 Schumannstraße 1–5, 9–18 (Lage) | Friedrich-Wilhelm-Stadt Gesamtanlage siehe: Schiffbauerdamm 8 Baudenkmale siehe: Albrechtstraße 5; 6; 17; 18; 19; 20; 27 Bertolt-Brecht-Platz 1 Charitéstraße 2; 4; 9 Karlplatz, Virchow-Denkmal Luisenstraße 18; 19 Marienstraße 2; 3; 4; 5; 10; 11; 12; 14; 19–20; 21; 22; 27; 28; 29 Reinhardtstraße 33; 34; 41, 47–47A Schumannstraße 12–13A; 13; 14A–B; 16; 17; 18 Gartendenkmal siehe: Albrechtstraße 13–14 | 09095880 – Marienstraße 23, Mietshaus, 1828 |                                     |
| 09095859 | Marienstraße 1–32 Albrechtstraße 5–8, 12–23, 26–27 Bertolt-Brecht-Platz 1 Charitéstraße 2–9 Karlplatz 7 Luisenstraße 14–19, 38–42, 44–46 Reinhardtstraße 19, 21, 33–38, 41/47A, 44, 46 Schiffbauerdamm 4A–8 Schumannstraße 1–5, 9–18 (Lage) | Friedrich-Wilhelm-Stadt Gesamtanlage siehe: Schiffbauerdamm 8 Baudenkmale siehe: Albrechtstraße 5; 6; 17; 18; 19; 20; 27 Bertolt-Brecht-Platz 1 Charitéstraße 2; 4; 9 Karlplatz, Virchow-Denkmal Luisenstraße 18; 19 Marienstraße 2; 3; 4; 5; 10; 11; 12; 14; 19–20; 21; 22; 27; 28; 29 Reinhardtstraße 33; 34; 41, 47–47A Schumannstraße 12–13A; 13; 14A–B; 16; 17; 18 Gartendenkmal siehe: Albrechtstraße 13–14 | Gewerbebau, um 1900 |                                     |
| 09095859 | Marienstraße 1–32 Albrechtstraße 5–8, 12–23, 26–27 Bertolt-Brecht-Platz 1 Charitéstraße 2–9 Karlplatz 7 Luisenstraße 14–19, 38–42, 44–46 Reinhardtstraße 19, 21, 33–38, 41/47A, 44, 46 Schiffbauerdamm 4A–8 Schumannstraße 1–5, 9–18 (Lage) | Friedrich-Wilhelm-Stadt Gesamtanlage siehe: Schiffbauerdamm 8 Baudenkmale siehe: Albrechtstraße 5; 6; 17; 18; 19; 20; 27 Bertolt-Brecht-Platz 1 Charitéstraße 2; 4; 9 Karlplatz, Virchow-Denkmal Luisenstraße 18; 19 Marienstraße 2; 3; 4; 5; 10; 11; 12; 14; 19–20; 21; 22; 27; 28; 29 Reinhardtstraße 33; 34; 41, 47–47A Schumannstraße 12–13A; 13; 14A–B; 16; 17; 18 Gartendenkmal siehe: Albrechtstraße 13–14 | 09095881 – Marienstraße 24, Mietshaus, 1886 |                                     |
| 09095859 | Marienstraße 1–32 Albrechtstraße 5–8, 12–23, 26–27 Bertolt-Brecht-Platz 1 Charitéstraße 2–9 Karlplatz 7 Luisenstraße 14–19, 38–42, 44–46 Reinhardtstraße 19, 21, 33–38, 41/47A, 44, 46 Schiffbauerdamm 4A–8 Schumannstraße 1–5, 9–18 (Lage) | Friedrich-Wilhelm-Stadt Gesamtanlage siehe: Schiffbauerdamm 8 Baudenkmale siehe: Albrechtstraße 5; 6; 17; 18; 19; 20; 27 Bertolt-Brecht-Platz 1 Charitéstraße 2; 4; 9 Karlplatz, Virchow-Denkmal Luisenstraße 18; 19 Marienstraße 2; 3; 4; 5; 10; 11; 12; 14; 19–20; 21; 22; 27; 28; 29 Reinhardtstraße 33; 34; 41, 47–47A Schumannstraße 12–13A; 13; 14A–B; 16; 17; 18 Gartendenkmal siehe: Albrechtstraße 13–14 | 09095882 – Marienstraße 25, Mietshaus, 1885 |                                     |
| 09095859 | Marienstraße 1–32 Albrechtstraße 5–8, 12–23, 26–27 Bertolt-Brecht-Platz 1 Charitéstraße 2–9 Karlplatz 7 Luisenstraße 14–19, 38–42, 44–46 Reinhardtstraße 19, 21, 33–38, 41/47A, 44, 46 Schiffbauerdamm 4A–8 Schumannstraße 1–5, 9–18 (Lage) | Friedrich-Wilhelm-Stadt Gesamtanlage siehe: Schiffbauerdamm 8 Baudenkmale siehe: Albrechtstraße 5; 6; 17; 18; 19; 20; 27 Bertolt-Brecht-Platz 1 Charitéstraße 2; 4; 9 Karlplatz, Virchow-Denkmal Luisenstraße 18; 19 Marienstraße 2; 3; 4; 5; 10; 11; 12; 14; 19–20; 21; 22; 27; 28; 29 Reinhardtstraße 33; 34; 41, 47–47A Schumannstraße 12–13A; 13; 14A–B; 16; 17; 18 Gartendenkmal siehe: Albrechtstraße 13–14 | 09095883 – Marienstraße 26, Mietshaus, 1893 |                                     |
| 09095859 | Marienstraße 1–32 Albrechtstraße 5–8, 12–23, 26–27 Bertolt-Brecht-Platz 1 Charitéstraße 2–9 Karlplatz 7 Luisenstraße 14–19, 38–42, 44–46 Reinhardtstraße 19, 21, 33–38, 41/47A, 44, 46 Schiffbauerdamm 4A–8 Schumannstraße 1–5, 9–18 (Lage) | Friedrich-Wilhelm-Stadt Gesamtanlage siehe: Schiffbauerdamm 8 Baudenkmale siehe: Albrechtstraße 5; 6; 17; 18; 19; 20; 27 Bertolt-Brecht-Platz 1 Charitéstraße 2; 4; 9 Karlplatz, Virchow-Denkmal Luisenstraße 18; 19 Marienstraße 2; 3; 4; 5; 10; 11; 12; 14; 19–20; 21; 22; 27; 28; 29 Reinhardtstraße 33; 34; 41, 47–47A Schumannstraße 12–13A; 13; 14A–B; 16; 17; 18 Gartendenkmal siehe: Albrechtstraße 13–14 | 09095887 – Marienstraße 31, Mietshaus, 1840 |                                     |
| 09095859 | Marienstraße 1–32 Albrechtstraße 5–8, 12–23, 26–27 Bertolt-Brecht-Platz 1 Charitéstraße 2–9 Karlplatz 7 Luisenstraße 14–19, 38–42, 44–46 Reinhardtstraße 19, 21, 33–38, 41/47A, 44, 46 Schiffbauerdamm 4A–8 Schumannstraße 1–5, 9–18 (Lage) | Friedrich-Wilhelm-Stadt Gesamtanlage siehe: Schiffbauerdamm 8 Baudenkmale siehe: Albrechtstraße 5; 6; 17; 18; 19; 20; 27 Bertolt-Brecht-Platz 1 Charitéstraße 2; 4; 9 Karlplatz, Virchow-Denkmal Luisenstraße 18; 19 Marienstraße 2; 3; 4; 5; 10; 11; 12; 14; 19–20; 21; 22; 27; 28; 29 Reinhardtstraße 33; 34; 41, 47–47A Schumannstraße 12–13A; 13; 14A–B; 16; 17; 18 Gartendenkmal siehe: Albrechtstraße 13–14 | 09095888 – Reinhardtstraße 19, Mietshaus, um 1840 |                                     |
| 09095859 | Marienstraße 1–32 Albrechtstraße 5–8, 12–23, 26–27 Bertolt-Brecht-Platz 1 Charitéstraße 2–9 Karlplatz 7 Luisenstraße 14–19, 38–42, 44–46 Reinhardtstraße 19, 21, 33–38, 41/47A, 44, 46 Schiffbauerdamm 4A–8 Schumannstraße 1–5, 9–18 (Lage) | Friedrich-Wilhelm-Stadt Gesamtanlage siehe: Schiffbauerdamm 8 Baudenkmale siehe: Albrechtstraße 5; 6; 17; 18; 19; 20; 27 Bertolt-Brecht-Platz 1 Charitéstraße 2; 4; 9 Karlplatz, Virchow-Denkmal Luisenstraße 18; 19 Marienstraße 2; 3; 4; 5; 10; 11; 12; 14; 19–20; 21; 22; 27; 28; 29 Reinhardtstraße 33; 34; 41, 47–47A Schumannstraße 12–13A; 13; 14A–B; 16; 17; 18 Gartendenkmal siehe: Albrechtstraße 13–14 | 09095973 – Reinhardtstraße 35, Mietshaus, um 1830 |                                     |
| 09095859 | Marienstraße 1–32 Albrechtstraße 5–8, 12–23, 26–27 Bertolt-Brecht-Platz 1 Charitéstraße 2–9 Karlplatz 7 Luisenstraße 14–19, 38–42, 44–46 Reinhardtstraße 19, 21, 33–38, 41/47A, 44, 46 Schiffbauerdamm 4A–8 Schumannstraße 1–5, 9–18 (Lage) | Friedrich-Wilhelm-Stadt Gesamtanlage siehe: Schiffbauerdamm 8 Baudenkmale siehe: Albrechtstraße 5; 6; 17; 18; 19; 20; 27 Bertolt-Brecht-Platz 1 Charitéstraße 2; 4; 9 Karlplatz, Virchow-Denkmal Luisenstraße 18; 19 Marienstraße 2; 3; 4; 5; 10; 11; 12; 14; 19–20; 21; 22; 27; 28; 29 Reinhardtstraße 33; 34; 41, 47–47A Schumannstraße 12–13A; 13; 14A–B; 16; 17; 18 Gartendenkmal siehe: Albrechtstraße 13–14 | 09095974 – Reinhardtstraße 36, Mietshaus, um 1830 |                                     |
| 09095859 | Marienstraße 1–32 Albrechtstraße 5–8, 12–23, 26–27 Bertolt-Brecht-Platz 1 Charitéstraße 2–9 Karlplatz 7 Luisenstraße 14–19, 38–42, 44–46 Reinhardtstraße 19, 21, 33–38, 41/47A, 44, 46 Schiffbauerdamm 4A–8 Schumannstraße 1–5, 9–18 (Lage) | Friedrich-Wilhelm-Stadt Gesamtanlage siehe: Schiffbauerdamm 8 Baudenkmale siehe: Albrechtstraße 5; 6; 17; 18; 19; 20; 27 Bertolt-Brecht-Platz 1 Charitéstraße 2; 4; 9 Karlplatz, Virchow-Denkmal Luisenstraße 18; 19 Marienstraße 2; 3; 4; 5; 10; 11; 12; 14; 19–20; 21; 22; 27; 28; 29 Reinhardtstraße 33; 34; 41, 47–47A Schumannstraße 12–13A; 13; 14A–B; 16; 17; 18 Gartendenkmal siehe: Albrechtstraße 13–14 | 09095975 – Reinhardtstraße 37, Mietshaus, 1882 |                                     |
| 09095859 | Marienstraße 1–32 Albrechtstraße 5–8, 12–23, 26–27 Bertolt-Brecht-Platz 1 Charitéstraße 2–9 Karlplatz 7 Luisenstraße 14–19, 38–42, 44–46 Reinhardtstraße 19, 21, 33–38, 41/47A, 44, 46 Schiffbauerdamm 4A–8 Schumannstraße 1–5, 9–18 (Lage) | Friedrich-Wilhelm-Stadt Gesamtanlage siehe: Schiffbauerdamm 8 Baudenkmale siehe: Albrechtstraße 5; 6; 17; 18; 19; 20; 27 Bertolt-Brecht-Platz 1 Charitéstraße 2; 4; 9 Karlplatz, Virchow-Denkmal Luisenstraße 18; 19 Marienstraße 2; 3; 4; 5; 10; 11; 12; 14; 19–20; 21; 22; 27; 28; 29 Reinhardtstraße 33; 34; 41, 47–47A Schumannstraße 12–13A; 13; 14A–B; 16; 17; 18 Gartendenkmal siehe: Albrechtstraße 13–14 | 09095977 – Reinhardtstraße 44 / Charitéstraße 5, Mietshaus, 1877–1878                                                                                      |                                     |
| 09095859 | Marienstraße 1–32 Albrechtstraße 5–8, 12–23, 26–27 Bertolt-Brecht-Platz 1 Charitéstraße 2–9 Karlplatz 7 Luisenstraße 14–19, 38–42, 44–46 Reinhardtstraße 19, 21, 33–38, 41/47A, 44, 46 Schiffbauerdamm 4A–8 Schumannstraße 1–5, 9–18 (Lage) | Friedrich-Wilhelm-Stadt Gesamtanlage siehe: Schiffbauerdamm 8 Baudenkmale siehe: Albrechtstraße 5; 6; 17; 18; 19; 20; 27 Bertolt-Brecht-Platz 1 Charitéstraße 2; 4; 9 Karlplatz, Virchow-Denkmal Luisenstraße 18; 19 Marienstraße 2; 3; 4; 5; 10; 11; 12; 14; 19–20; 21; 22; 27; 28; 29 Reinhardtstraße 33; 34; 41, 47–47A Schumannstraße 12–13A; 13; 14A–B; 16; 17; 18 Gartendenkmal siehe: Albrechtstraße 13–14 | 09095978 – Reinhardtstraße 46 Mietshaus, 1832 |                                     |
| 09095859 | Marienstraße 1–32 Albrechtstraße 5–8, 12–23, 26–27 Bertolt-Brecht-Platz 1 Charitéstraße 2–9 Karlplatz 7 Luisenstraße 14–19, 38–42, 44–46 Reinhardtstraße 19, 21, 33–38, 41/47A, 44, 46 Schiffbauerdamm 4A–8 Schumannstraße 1–5, 9–18 (Lage) | Friedrich-Wilhelm-Stadt Gesamtanlage siehe: Schiffbauerdamm 8 Baudenkmale siehe: Albrechtstraße 5; 6; 17; 18; 19; 20; 27 Bertolt-Brecht-Platz 1 Charitéstraße 2; 4; 9 Karlplatz, Virchow-Denkmal Luisenstraße 18; 19 Marienstraße 2; 3; 4; 5; 10; 11; 12; 14; 19–20; 21; 22; 27; 28; 29 Reinhardtstraße 33; 34; 41, 47–47A Schumannstraße 12–13A; 13; 14A–B; 16; 17; 18 Gartendenkmal siehe: Albrechtstraße 13–14 | 09095898 – Schiffbauerdamm 5, Mietshaus, 1892 von Heinrich Seeling                                                                                         |                                     |
| 09095859 | Marienstraße 1–32 Albrechtstraße 5–8, 12–23, 26–27 Bertolt-Brecht-Platz 1 Charitéstraße 2–9 Karlplatz 7 Luisenstraße 14–19, 38–42, 44–46 Reinhardtstraße 19, 21, 33–38, 41/47A, 44, 46 Schiffbauerdamm 4A–8 Schumannstraße 1–5, 9–18 (Lage) | Friedrich-Wilhelm-Stadt Gesamtanlage siehe: Schiffbauerdamm 8 Baudenkmale siehe: Albrechtstraße 5; 6; 17; 18; 19; 20; 27 Bertolt-Brecht-Platz 1 Charitéstraße 2; 4; 9 Karlplatz, Virchow-Denkmal Luisenstraße 18; 19 Marienstraße 2; 3; 4; 5; 10; 11; 12; 14; 19–20; 21; 22; 27; 28; 29 Reinhardtstraße 33; 34; 41, 47–47A Schumannstraße 12–13A; 13; 14A–B; 16; 17; 18 Gartendenkmal siehe: Albrechtstraße 13–14 | 09095899 – Schiffbauerdamm 6–7, Mietshaus, 1892 |                                     |
| 09095859 | Marienstraße 1–32 Albrechtstraße 5–8, 12–23, 26–27 Bertolt-Brecht-Platz 1 Charitéstraße 2–9 Karlplatz 7 Luisenstraße 14–19, 38–42, 44–46 Reinhardtstraße 19, 21, 33–38, 41/47A, 44, 46 Schiffbauerdamm 4A–8 Schumannstraße 1–5, 9–18 (Lage) | Friedrich-Wilhelm-Stadt Gesamtanlage siehe: Schiffbauerdamm 8 Baudenkmale siehe: Albrechtstraße 5; 6; 17; 18; 19; 20; 27 Bertolt-Brecht-Platz 1 Charitéstraße 2; 4; 9 Karlplatz, Virchow-Denkmal Luisenstraße 18; 19 Marienstraße 2; 3; 4; 5; 10; 11; 12; 14; 19–20; 21; 22; 27; 28; 29 Reinhardtstraße 33; 34; 41, 47–47A Schumannstraße 12–13A; 13; 14A–B; 16; 17; 18 Gartendenkmal siehe: Albrechtstraße 13–14 | 09095891 – Schumannstraße 1, Mietshaus, vor 1842 |                                     |
| 09095859 | Marienstraße 1–32 Albrechtstraße 5–8, 12–23, 26–27 Bertolt-Brecht-Platz 1 Charitéstraße 2–9 Karlplatz 7 Luisenstraße 14–19, 38–42, 44–46 Reinhardtstraße 19, 21, 33–38, 41/47A, 44, 46 Schiffbauerdamm 4A–8 Schumannstraße 1–5, 9–18 (Lage) | Friedrich-Wilhelm-Stadt Gesamtanlage siehe: Schiffbauerdamm 8 Baudenkmale siehe: Albrechtstraße 5; 6; 17; 18; 19; 20; 27 Bertolt-Brecht-Platz 1 Charitéstraße 2; 4; 9 Karlplatz, Virchow-Denkmal Luisenstraße 18; 19 Marienstraße 2; 3; 4; 5; 10; 11; 12; 14; 19–20; 21; 22; 27; 28; 29 Reinhardtstraße 33; 34; 41, 47–47A Schumannstraße 12–13A; 13; 14A–B; 16; 17; 18 Gartendenkmal siehe: Albrechtstraße 13–14 | 09095892 – Schumannstraße 1A, Mietshaus, vor 1842 |                                     |
| 09095859 | Marienstraße 1–32 Albrechtstraße 5–8, 12–23, 26–27 Bertolt-Brecht-Platz 1 Charitéstraße 2–9 Karlplatz 7 Luisenstraße 14–19, 38–42, 44–46 Reinhardtstraße 19, 21, 33–38, 41/47A, 44, 46 Schiffbauerdamm 4A–8 Schumannstraße 1–5, 9–18 (Lage) | Friedrich-Wilhelm-Stadt Gesamtanlage siehe: Schiffbauerdamm 8 Baudenkmale siehe: Albrechtstraße 5; 6; 17; 18; 19; 20; 27 Bertolt-Brecht-Platz 1 Charitéstraße 2; 4; 9 Karlplatz, Virchow-Denkmal Luisenstraße 18; 19 Marienstraße 2; 3; 4; 5; 10; 11; 12; 14; 19–20; 21; 22; 27; 28; 29 Reinhardtstraße 33; 34; 41, 47–47A Schumannstraße 12–13A; 13; 14A–B; 16; 17; 18 Gartendenkmal siehe: Albrechtstraße 13–14 | 09095893 – Schumannstraße 1B / Charitéstraße, Mietshaus, vor 1836                                                                                          |                                     |
| 09095859 | Marienstraße 1–32 Albrechtstraße 5–8, 12–23, 26–27 Bertolt-Brecht-Platz 1 Charitéstraße 2–9 Karlplatz 7 Luisenstraße 14–19, 38–42, 44–46 Reinhardtstraße 19, 21, 33–38, 41/47A, 44, 46 Schiffbauerdamm 4A–8 Schumannstraße 1–5, 9–18 (Lage) | Friedrich-Wilhelm-Stadt Gesamtanlage siehe: Schiffbauerdamm 8 Baudenkmale siehe: Albrechtstraße 5; 6; 17; 18; 19; 20; 27 Bertolt-Brecht-Platz 1 Charitéstraße 2; 4; 9 Karlplatz, Virchow-Denkmal Luisenstraße 18; 19 Marienstraße 2; 3; 4; 5; 10; 11; 12; 14; 19–20; 21; 22; 27; 28; 29 Reinhardtstraße 33; 34; 41, 47–47A Schumannstraße 12–13A; 13; 14A–B; 16; 17; 18 Gartendenkmal siehe: Albrechtstraße 13–14 | 09095907 – Schumannstraße 5, Mietshaus, um 1840 |                                     |
| 09095859 | Marienstraße 1–32 Albrechtstraße 5–8, 12–23, 26–27 Bertolt-Brecht-Platz 1 Charitéstraße 2–9 Karlplatz 7 Luisenstraße 14–19, 38–42, 44–46 Reinhardtstraße 19, 21, 33–38, 41/47A, 44, 46 Schiffbauerdamm 4A–8 Schumannstraße 1–5, 9–18 (Lage) | Friedrich-Wilhelm-Stadt Gesamtanlage siehe: Schiffbauerdamm 8 Baudenkmale siehe: Albrechtstraße 5; 6; 17; 18; 19; 20; 27 Bertolt-Brecht-Platz 1 Charitéstraße 2; 4; 9 Karlplatz, Virchow-Denkmal Luisenstraße 18; 19 Marienstraße 2; 3; 4; 5; 10; 11; 12; 14; 19–20; 21; 22; 27; 28; 29 Reinhardtstraße 33; 34; 41, 47–47A Schumannstraße 12–13A; 13; 14A–B; 16; 17; 18 Gartendenkmal siehe: Albrechtstraße 13–14 | 09090054 – Schumannstraße 9, Mietshaus, 1837 |                                     |
| 09095859 | Marienstraße 1–32 Albrechtstraße 5–8, 12–23, 26–27 Bertolt-Brecht-Platz 1 Charitéstraße 2–9 Karlplatz 7 Luisenstraße 14–19, 38–42, 44–46 Reinhardtstraße 19, 21, 33–38, 41/47A, 44, 46 Schiffbauerdamm 4A–8 Schumannstraße 1–5, 9–18 (Lage) | Friedrich-Wilhelm-Stadt Gesamtanlage siehe: Schiffbauerdamm 8 Baudenkmale siehe: Albrechtstraße 5; 6; 17; 18; 19; 20; 27 Bertolt-Brecht-Platz 1 Charitéstraße 2; 4; 9 Karlplatz, Virchow-Denkmal Luisenstraße 18; 19 Marienstraße 2; 3; 4; 5; 10; 11; 12; 14; 19–20; 21; 22; 27; 28; 29 Reinhardtstraße 33; 34; 41, 47–47A Schumannstraße 12–13A; 13; 14A–B; 16; 17; 18 Gartendenkmal siehe: Albrechtstraße 13–14 | 09090055 – Schumannstraße 11, Probengebäude des Deutschen Theaters, 1979–1980                                                                              |                                     |
| 09095859 | Marienstraße 1–32 Albrechtstraße 5–8, 12–23, 26–27 Bertolt-Brecht-Platz 1 Charitéstraße 2–9 Karlplatz 7 Luisenstraße 14–19, 38–42, 44–46 Reinhardtstraße 19, 21, 33–38, 41/47A, 44, 46 Schiffbauerdamm 4A–8 Schumannstraße 1–5, 9–18 (Lage) | Friedrich-Wilhelm-Stadt Gesamtanlage siehe: Schiffbauerdamm 8 Baudenkmale siehe: Albrechtstraße 5; 6; 17; 18; 19; 20; 27 Bertolt-Brecht-Platz 1 Charitéstraße 2; 4; 9 Karlplatz, Virchow-Denkmal Luisenstraße 18; 19 Marienstraße 2; 3; 4; 5; 10; 11; 12; 14; 19–20; 21; 22; 27; 28; 29 Reinhardtstraße 33; 34; 41, 47–47A Schumannstraße 12–13A; 13; 14A–B; 16; 17; 18 Gartendenkmal siehe: Albrechtstraße 13–14 | 09090058 – Schumannstraße 15, Mietshaus, 1844 |                                     |
| 09095859 | Marienstraße 1–32 Albrechtstraße 5–8, 12–23, 26–27 Bertolt-Brecht-Platz 1 Charitéstraße 2–9 Karlplatz 7 Luisenstraße 14–19, 38–42, 44–46 Reinhardtstraße 19, 21, 33–38, 41/47A, 44, 46 Schiffbauerdamm 4A–8 Schumannstraße 1–5, 9–18 (Lage) | Friedrich-Wilhelm-Stadt Gesamtanlage siehe: Schiffbauerdamm 8 Baudenkmale siehe: Albrechtstraße 5; 6; 17; 18; 19; 20; 27 Bertolt-Brecht-Platz 1 Charitéstraße 2; 4; 9 Karlplatz, Virchow-Denkmal Luisenstraße 18; 19 Marienstraße 2; 3; 4; 5; 10; 11; 12; 14; 19–20; 21; 22; 27; 28; 29 Reinhardtstraße 33; 34; 41, 47–47A Schumannstraße 12–13A; 13; 14A–B; 16; 17; 18 Gartendenkmal siehe: Albrechtstraße 13–14 | 09090059 – Schumannstraße 15A, Mietshaus, 1844 |                                     |
| 09095859 | Marienstraße 1–32 Albrechtstraße 5–8, 12–23, 26–27 Bertolt-Brecht-Platz 1 Charitéstraße 2–9 Karlplatz 7 Luisenstraße 14–19, 38–42, 44–46 Reinhardtstraße 19, 21, 33–38, 41/47A, 44, 46 Schiffbauerdamm 4A–8 Schumannstraße 1–5, 9–18 (Lage) | Friedrich-Wilhelm-Stadt Gesamtanlage siehe: Schiffbauerdamm 8 Baudenkmale siehe: Albrechtstraße 5; 6; 17; 18; 19; 20; 27 Bertolt-Brecht-Platz 1 Charitéstraße 2; 4; 9 Karlplatz, Virchow-Denkmal Luisenstraße 18; 19 Marienstraße 2; 3; 4; 5; 10; 11; 12; 14; 19–20; 21; 22; 27; 28; 29 Reinhardtstraße 33; 34; 41, 47–47A Schumannstraße 12–13A; 13; 14A–B; 16; 17; 18 Gartendenkmal siehe: Albrechtstraße 13–14 | 09090060 – Schumannstraße 15B, Mietshaus, 1844 |                                     |
| 09095859 | Marienstraße 1–32 Albrechtstraße 5–8, 12–23, 26–27 Bertolt-Brecht-Platz 1 Charitéstraße 2–9 Karlplatz 7 Luisenstraße 14–19, 38–42, 44–46 Reinhardtstraße 19, 21, 33–38, 41/47A, 44, 46 Schiffbauerdamm 4A–8 Schumannstraße 1–5, 9–18 (Lage) | Friedrich-Wilhelm-Stadt Gesamtanlage siehe: Schiffbauerdamm 8 Baudenkmale siehe: Albrechtstraße 5; 6; 17; 18; 19; 20; 27 Bertolt-Brecht-Platz 1 Charitéstraße 2; 4; 9 Karlplatz, Virchow-Denkmal Luisenstraße 18; 19 Marienstraße 2; 3; 4; 5; 10; 11; 12; 14; 19–20; 21; 22; 27; 28; 29 Reinhardtstraße 33; 34; 41, 47–47A Schumannstraße 12–13A; 13; 14A–B; 16; 17; 18 Gartendenkmal siehe: Albrechtstraße 13–14 | Ehemalige Bestandteile des Ensembles: |                                     |
| 09095859 | Marienstraße 1–32 Albrechtstraße 5–8, 12–23, 26–27 Bertolt-Brecht-Platz 1 Charitéstraße 2–9 Karlplatz 7 Luisenstraße 14–19, 38–42, 44–46 Reinhardtstraße 19, 21, 33–38, 41/47A, 44, 46 Schiffbauerdamm 4A–8 Schumannstraße 1–5, 9–18 (Lage) | Friedrich-Wilhelm-Stadt Gesamtanlage siehe: Schiffbauerdamm 8 Baudenkmale siehe: Albrechtstraße 5; 6; 17; 18; 19; 20; 27 Bertolt-Brecht-Platz 1 Charitéstraße 2; 4; 9 Karlplatz, Virchow-Denkmal Luisenstraße 18; 19 Marienstraße 2; 3; 4; 5; 10; 11; 12; 14; 19–20; 21; 22; 27; 28; 29 Reinhardtstraße 33; 34; 41, 47–47A Schumannstraße 12–13A; 13; 14A–B; 16; 17; 18 Gartendenkmal siehe: Albrechtstraße 13–14 | 09095900 – Schiffbauerdamm 11, Gewerbehalle, um 1890 |                                     |
| 09095859 | Marienstraße 1–32 Albrechtstraße 5–8, 12–23, 26–27 Bertolt-Brecht-Platz 1 Charitéstraße 2–9 Karlplatz 7 Luisenstraße 14–19, 38–42, 44–46 Reinhardtstraße 19, 21, 33–38, 41/47A, 44, 46 Schiffbauerdamm 4A–8 Schumannstraße 1–5, 9–18 (Lage) | Friedrich-Wilhelm-Stadt Gesamtanlage siehe: Schiffbauerdamm 8 Baudenkmale siehe: Albrechtstraße 5; 6; 17; 18; 19; 20; 27 Bertolt-Brecht-Platz 1 Charitéstraße 2; 4; 9 Karlplatz, Virchow-Denkmal Luisenstraße 18; 19 Marienstraße 2; 3; 4; 5; 10; 11; 12; 14; 19–20; 21; 22; 27; 28; 29 Reinhardtstraße 33; 34; 41, 47–47A Schumannstraße 12–13A; 13; 14A–B; 16; 17; 18 Gartendenkmal siehe: Albrechtstraße 13–14 | Nicht konstituierende Bestandteile des Ensembles: Charitéstraße 7, Luisenstraße 17, 42, 44, Marienstraße 30, Reinhardtstraße 38, 43, 45, Schumannstraße 10 |                                     |
| 09011079 | Schumannstraße 22 Alexanderufer Charitéplatz 1, 2 Hannoversche Straße 11 Invalidenstraße 80, 86/90 Luisenstraße 2–13A (Lage) | Charité mit Freiflächen und figürlichen Denkmalen Gesamtanlage siehe: Schumannstraße 22 Baudenkmale siehe: Invalidenstraße 80, 88 | Weitere Bestandteile des Ensembles: | Weitere Bestandteile des Ensembles: |
| 09011079 | Schumannstraße 22 Alexanderufer Charitéplatz 1, 2 Hannoversche Straße 11 Invalidenstraße 80, 86/90 Luisenstraße 2–13A (Lage) | Charité mit Freiflächen und figürlichen Denkmalen Gesamtanlage siehe: Schumannstraße 22 Baudenkmale siehe: Invalidenstraße 80, 88 | 09011256 – Hannoversche Straße 11, Rest der Akzisemauer, 1834–1836                                                                                         |                                     |
| 09011079 | Schumannstraße 22 Alexanderufer Charitéplatz 1, 2 Hannoversche Straße 11 Invalidenstraße 80, 86/90 Luisenstraße 2–13A (Lage) | Charité mit Freiflächen und figürlichen Denkmalen Gesamtanlage siehe: Schumannstraße 22 Baudenkmale siehe: Invalidenstraße 80, 88 | 09011084 – Invalidenstraße 80, Gynäkologischer Pavillon, Geschwulstklinik, 1884 von Karl Zastrau, Umbauten 1907 und 1957                                   |                                     |
| 09011079 | Schumannstraße 22 Alexanderufer Charitéplatz 1, 2 Hannoversche Straße 11 Invalidenstraße 80, 86/90 Luisenstraße 2–13A (Lage) | Charité mit Freiflächen und figürlichen Denkmalen Gesamtanlage siehe: Schumannstraße 22 Baudenkmale siehe: Invalidenstraße 80, 88 | 09011085 – Invalidenstraße 80, Geburtshilfliche Klinik, 1924, Umbau nach 1951                                                                              |                                     |
| 09011079 | Schumannstraße 22 Alexanderufer Charitéplatz 1, 2 Hannoversche Straße 11 Invalidenstraße 80, 86/90 Luisenstraße 2–13A (Lage) | Charité mit Freiflächen und figürlichen Denkmalen Gesamtanlage siehe: Schumannstraße 22 Baudenkmale siehe: Invalidenstraße 80, 88 | 09011088 – Invalidenstraße 90, Mietshaus, um 1905 |                                     |
| 09011079 | Schumannstraße 22 Alexanderufer Charitéplatz 1, 2 Hannoversche Straße 11 Invalidenstraße 80, 86/90 Luisenstraße 2–13A (Lage) | Charité mit Freiflächen und figürlichen Denkmalen Gesamtanlage siehe: Schumannstraße 22 Baudenkmale siehe: Invalidenstraße 80, 88 | 09011086 – Luisenstraße 2, Hautklinik der Charité, 1954–1959                                                                                               |                                     |
| 09011079 | Schumannstraße 22 Alexanderufer Charitéplatz 1, 2 Hannoversche Straße 11 Invalidenstraße 80, 86/90 Luisenstraße 2–13A (Lage) | Charité mit Freiflächen und figürlichen Denkmalen Gesamtanlage siehe: Schumannstraße 22 Baudenkmale siehe: Invalidenstraße 80, 88 | 09011083 – Schumannstraße 22, Kombinierte Station der Charité, 1878                                                                                        |                                     |
| 09011079 | Schumannstraße 22 Alexanderufer Charitéplatz 1, 2 Hannoversche Straße 11 Invalidenstraße 80, 86/90 Luisenstraße 2–13A (Lage) | Charité mit Freiflächen und figürlichen Denkmalen Gesamtanlage siehe: Schumannstraße 22 Baudenkmale siehe: Invalidenstraße 80, 88 | 09065278 – Büste August Bier, von Walter Schott |                                     |
| 09011079 | Schumannstraße 22 Alexanderufer Charitéplatz 1, 2 Hannoversche Straße 11 Invalidenstraße 80, 86/90 Luisenstraße 2–13A (Lage) | Charité mit Freiflächen und figürlichen Denkmalen Gesamtanlage siehe: Schumannstraße 22 Baudenkmale siehe: Invalidenstraße 80, 88 | 09065279 – Büste Ferdinand Sauerbruch, 1939 von Georg Kolbe                                                                                                |                                     |
| 09011079 | Schumannstraße 22 Alexanderufer Charitéplatz 1, 2 Hannoversche Straße 11 Invalidenstraße 80, 86/90 Luisenstraße 2–13A (Lage) | Charité mit Freiflächen und figürlichen Denkmalen Gesamtanlage siehe: Schumannstraße 22 Baudenkmale siehe: Invalidenstraße 80, 88 | Ehemalige Bestandteile des Ensembles: |                                     |
| 09011079 | Schumannstraße 22 Alexanderufer Charitéplatz 1, 2 Hannoversche Straße 11 Invalidenstraße 80, 86/90 Luisenstraße 2–13A (Lage) | Charité mit Freiflächen und figürlichen Denkmalen Gesamtanlage siehe: Schumannstraße 22 Baudenkmale siehe: Invalidenstraße 80, 88 | 09065280 – Freiflächen, seit 1710, Teile 1822 und 1834 von Peter Joseph Lenné, Umgestaltungen 1898–1920, Wiederaufbau seit 1946                            |                                     |
| 09011079 | Schumannstraße 22 Alexanderufer Charitéplatz 1, 2 Hannoversche Straße 11 Invalidenstraße 80, 86/90 Luisenstraße 2–13A (Lage) | Charité mit Freiflächen und figürlichen Denkmalen Gesamtanlage siehe: Schumannstraße 22 Baudenkmale siehe: Invalidenstraße 80, 88 | 09011087 – Schumannstraße 20–21, Erweiterungsbauten der Kinderklinik der Charité 1956–1958                                                                 |                                     |

## Denkmalbereiche (Gesamtanlagen)
| Nr.      | Lage                                                          | Offizielle Bezeichnung                                                                              | Beschreibung                                                                                                | Bild                                                                           |
| -------- | ------------------------------------------------------------- | --------------------------------------------------------------------------------------------------- | --- | ------------------------------------------------------------------------------ |
| 09090036 | Am Zirkus 2–3, 4–6, Reinhardtstraße 11, 15/17 (Lage)          | Wohnanlage                                                                                          | 1867–1868 von Friedrich Hitzig                                                                              | Am Zirkus 2–3                                                                  |
| 09055017 | Friedrichstraße 126 (Lage)                                    | Friedrichs-Gymnasium                                                                                | Lehrerwohnhaus, 1848–1849                                                                                   |                                                                                |
| 09055017 | Friedrichstraße 126 (Lage)                                    | Friedrichs-Gymnasium                                                                                | Hinterhaus, 1849, Zweites Hinterhaus, 1889                                                                  |                                                                                |
| 09055017 | Friedrichstraße 126 (Lage)                                    | Friedrichs-Gymnasium                                                                                | Hofgebäude                                                                                                  |                                                                                |
| 09055015 | Friedrichstraße 129A–E, H, Claire-Waldoff-Straße 10/12 (Lage) | Wohnanlage                                                                                          | Haupttrakt, 1925 von Paul Zimmerreimer                                                                      |                                                                                |
| 09055015 | Friedrichstraße 129A–E, H, Claire-Waldoff-Straße 10/12 (Lage) | Wohnanlage                                                                                          | Durchfahrt, 1925 von Paul Zimmerreimer                                                                      |                                                                                |
| 09055015 | Friedrichstraße 129A–E, H, Claire-Waldoff-Straße 10/12 (Lage) | Wohnanlage                                                                                          | Einzelgebäude, 1925 von Paul Zimmerreimer                                                                   |                                                                                |
| 09095889 | Schiffbauerdamm 8, Albrechtstraße 13–14 (Lage)                | Koepjohannsche Stiftung, Wohn- und Geschäftshaus Bestandteil des Ensembles: Friedrich-Wilhelm-Stadt | 1884–1885 (Albrechtstraße 14) und 1904–1905 von Kurt Berndt (siehe auch Gartendenkmal Albrechtstraße 13–14) | Schiffbauerdamm 8                                                              |
| 09011080 | Schumannstraße 22 Charitéplatz 1, 2 Luisenstraße 7–13A (Lage) | Charité Bestandteil des Ensembles: Charité                                                          | 1897–1917 von Georg Diestel. Einige der Denkmäler sind inzwischen eingelagert.                              | 1897–1917 von Georg Diestel. Einige der Denkmäler sind inzwischen eingelagert. |
| 09011080 | Schumannstraße 22 Charitéplatz 1, 2 Luisenstraße 7–13A (Lage) | Charité Bestandteil des Ensembles: Charité                                                          | Pathologisches Museum, 1899                                                                                 |                                                                                |
| 09011080 | Schumannstraße 22 Charitéplatz 1, 2 Luisenstraße 7–13A (Lage) | Charité Bestandteil des Ensembles: Charité                                                          | Pathologisches Institut, 1905                                                                               |                                                                                |
| 09011080 | Schumannstraße 22 Charitéplatz 1, 2 Luisenstraße 7–13A (Lage) | Charité Bestandteil des Ensembles: Charité                                                          | Küchengebäude, 1900                                                                                         |                                                                                |
| 09011080 | Schumannstraße 22 Charitéplatz 1, 2 Luisenstraße 7–13A (Lage) | Charité Bestandteil des Ensembles: Charité                                                          | Maschinen- und Werkstättengebäude, 1900                                                                     |                                                                                |
| 09011080 | Schumannstraße 22 Charitéplatz 1, 2 Luisenstraße 7–13A (Lage) | Charité Bestandteil des Ensembles: Charité                                                          | Hals-Nasen-Ohrenklinik, 1901                                                                                |                                                                                |
| 09011080 | Schumannstraße 22 Charitéplatz 1, 2 Luisenstraße 7–13A (Lage) | Charité Bestandteil des Ensembles: Charité                                                          | Verwaltungsgebäude, 1901                                                                                    | Eingang zum Gelände der Charité                                                |
| 09011080 | Schumannstraße 22 Charitéplatz 1, 2 Luisenstraße 7–13A (Lage) | Charité Bestandteil des Ensembles: Charité                                                          | Kinderklinik und Poliklinik nebst Pförtnerhaus, 1903                                                        |                                                                                |
| 09011080 | Schumannstraße 22 Charitéplatz 1, 2 Luisenstraße 7–13A (Lage) | Charité Bestandteil des Ensembles: Charité                                                          | Chirurgische Klinik und Poliklinik, 1904                                                                    |                                                                                |
| 09011080 | Schumannstraße 22 Charitéplatz 1, 2 Luisenstraße 7–13A (Lage) | Charité Bestandteil des Ensembles: Charité                                                          | Nervenklinik, 1905                                                                                          |                                                                                |
| 09011080 | Schumannstraße 22 Charitéplatz 1, 2 Luisenstraße 7–13A (Lage) | Charité Bestandteil des Ensembles: Charité                                                          | Lehrgebäude, 1905                                                                                           |                                                                                |
| 09011080 | Schumannstraße 22 Charitéplatz 1, 2 Luisenstraße 7–13A (Lage) | Charité Bestandteil des Ensembles: Charité                                                          | Psychiatrische Klinik, 1905                                                                                 |                                                                                |
| 09011080 | Schumannstraße 22 Charitéplatz 1, 2 Luisenstraße 7–13A (Lage) | Charité Bestandteil des Ensembles: Charité                                                          | Absonderungshäuser, 1905                                                                                    |                                                                                |
| 09011080 | Schumannstraße 22 Charitéplatz 1, 2 Luisenstraße 7–13A (Lage) | Charité Bestandteil des Ensembles: Charité                                                          | Gärtnereigebäude, 1906                                                                                      |                                                                                |
| 09011080 | Schumannstraße 22 Charitéplatz 1, 2 Luisenstraße 7–13A (Lage) | Charité Bestandteil des Ensembles: Charité                                                          | Poliklinik für Haut- und Geschlechtskrankheiten, 1906                                                       |                                                                                |
| 09011080 | Schumannstraße 22 Charitéplatz 1, 2 Luisenstraße 7–13A (Lage) | Charité Bestandteil des Ensembles: Charité                                                          | I. und II. Medizinische Klinik, 1910–1914                                                                   |                                                                                |
| 09011080 | Schumannstraße 22 Charitéplatz 1, 2 Luisenstraße 7–13A (Lage) | Charité Bestandteil des Ensembles: Charité                                                          | Medizinische Poliklinik, 1914–1917                                                                          |                                                                                |
| 09011080 | Schumannstraße 22 Charitéplatz 1, 2 Luisenstraße 7–13A (Lage) | Charité Bestandteil des Ensembles: Charité                                                          | Büste Iwan Petrowitsch Pawlow vor der Psychiatrischen Klinik                                                |                                                                                |
| 09011080 | Schumannstraße 22 Charitéplatz 1, 2 Luisenstraße 7–13A (Lage) | Charité Bestandteil des Ensembles: Charité                                                          | Büste Wilhelm Griesinger vor der Psychiatrischen Klinik                                                     |                                                                                |
| 09011080 | Schumannstraße 22 Charitéplatz 1, 2 Luisenstraße 7–13A (Lage) | Charité Bestandteil des Ensembles: Charité                                                          | Büste Otto Heubner, 1926 von Hugo Lederer, vor der Kinderklinik                                             |                                                                                |
| 09011080 | Schumannstraße 22 Charitéplatz 1, 2 Luisenstraße 7–13A (Lage) | Charité Bestandteil des Ensembles: Charité                                                          | Büste Franz König, 1904 von Ferdinand Hartzer, vor der Chirurgischen Klinik                                 |                                                                                |
| 09011080 | Schumannstraße 22 Charitéplatz 1, 2 Luisenstraße 7–13A (Lage) | Charité Bestandteil des Ensembles: Charité                                                          | Büste Ernst von Leyden, 1913 von Eugen Boermel, vor dem I. und II. Medizinischer Klinik                     |                                                                                |
| 09011080 | Schumannstraße 22 Charitéplatz 1, 2 Luisenstraße 7–13A (Lage) | Charité Bestandteil des Ensembles: Charité                                                          | Büste Johannes Müller, 1861 von H. Heider, vor dem Pathologischen Institut                                  |                                                                                |
| 09011080 | Schumannstraße 22 Charitéplatz 1, 2 Luisenstraße 7–13A (Lage) | Charité Bestandteil des Ensembles: Charité                                                          | Büste Rudolf Virchow, 1882 von Bernhard Afinger, vor dem Pathologischen Institut                            |                                                                                |
| 09011080 | Schumannstraße 22 Charitéplatz 1, 2 Luisenstraße 7–13A (Lage) | Charité Bestandteil des Ensembles: Charité                                                          | Büste Friedrich Althoff, 1902 von Ferdinand Hartzer, vor dem Verwaltungsgebäude                             |                                                                                |
| 09011080 | Schumannstraße 22 Charitéplatz 1, 2 Luisenstraße 7–13A (Lage) | Charité Bestandteil des Ensembles: Charité                                                          | Büste Adolf Bardeleben, 1904 von Ferdinand Hartzer, vor der Chirurgischen Klinik                            |                                                                                |

## Baudenkmale
| Nr.      | Lage                                                                    | Offizielle Bezeichnung | Beschreibung | Bild                                               |
| -------- | ----------------------------------------------------------------------- | --- | --- | -------------------------------------------------- |
| 09095841 | Albrechtstraße 5 (Lage)                                                 | Mietshaus Bestandteil des Ensembles: Friedrich-Wilhelm-Stadt                                                                | 1837 |                                                    |
| 09095842 | Albrechtstraße 6 (Lage)                                                 | Mietshaus Bestandteil des Ensembles: Friedrich-Wilhelm-Stadt                                                                | 1830 |                                                    |
| 09095851 | Albrechtstraße 17 (Lage)                                                | Albrechtshof, Mietshaus Bestandteil des Ensembles: Friedrich-Wilhelm-Stadt                                                  | 1861, Umbau zum Hotel 1910–1911 |                                                    |
| 09095852 | Albrechtstraße 18 (Lage)                                                | Mietshaus Bestandteil des Ensembles: Friedrich-Wilhelm-Stadt                                                                | 1832, Umbau 1874 |                                                    |
| 09095853 | Albrechtstraße 19 (Lage)                                                | Mietshaus Bestandteil des Ensembles: Friedrich-Wilhelm-Stadt                                                                | 1827 |                                                    |
| 09095854 | Albrechtstraße 20 (Lage)                                                | 26. und 179. Gemeindeschule Bestandteil des Ensembles: Friedrich-Wilhelm-Stadt                                              | Direktorenwohnhaus, 1887–1889 von Hermann Blankenstein (?) | Direktorenwohnhaus                                 |
| 09095854 | Albrechtstraße 20 (Lage)                                                | 26. und 179. Gemeindeschule Bestandteil des Ensembles: Friedrich-Wilhelm-Stadt                                              | Turnhalle |                                                    |
| 09011171 | Albrechtstraße 24 Reinhardtstraße 20 (Lage)                             | Reichsbahn-Bunker für den Bahnhof Friedrichstraße                                                                           | 1941–1942 von Karl Bonatz |                                                    |
| 09011173 | Albrechtstraße 27 (Lage)                                                | Friedrich-Realschule Bestandteil des Ensembles: Friedrich-Wilhelm-Stadt                                                     | 1873–1874 von Hermann Blankenstein (?) |                                                    |
| 09011294 | Alexanderufer Friedrich-List-Ufer, Invalidenstraße, Kapelle-Ufer (Lage) | Humboldthafen | 1857–1859, nach Plänen von Peter Joseph Lenné von 1842, mit nördlicher und westlicher Ladestraße und Einmündung des Berlin-Spandauer Schifffahrtskanals                         | Einmündung des Berlin-Spandauer Schifffahrtskanals |
| 09011192 | Bertolt-Brecht-Platz 1 (Lage)                                           | Neues Theater, Theater am Schiffbauerdamm, Berliner Ensemble Bestandteil des Ensembles: Friedrich-Wilhelm-Stadt             | 1891–1892 von Heinrich Seeling, Logenumbau 1953 |                                                    |
| 09095960 | Charitéstraße 2 (Lage)                                                  | Mietshaus Bestandteil des Ensembles: Friedrich-Wilhelm-Stadt                                                                | 1836, Umbau 1866 |                                                    |
| 09095962 | Charitéstraße 4 (Lage)                                                  | Mietshaus Bestandteil des Ensembles: Friedrich-Wilhelm-Stadt                                                                | 1829 |                                                    |
| 09095963 | Charitéstraße 9 (Lage)                                                  | Mietshaus Bestandteil des Ensembles: Friedrich-Wilhelm-Stadt                                                                | um 1900 |                                                    |
| 09055020 | Friedrichstraße (Lage)                                                  | U-Bahnhof Oranienburger Tor                                                                                                 | 1915–1923 von Heinrich Jennen, Alfred Grenander und Alfred Fehse |                                                    |
| 09055016 | Friedrichstraße 129F (Lage)                                             | Französisches Hospital | Westflügel, 1877–1878 von G. A. Gaillard |                                                    |
| 09080398 | Hannoversche Straße 9 (Lage)                                            | Akzisemauer | 1834–1836 |                                                    |
| 09011231 | Hannoversche Straße 17 (Lage)                                           | Mietshaus Bestandteil des Ensembles: Hannoversche Straße                                                                    | 1843 |                                                    |
| 09055021 | Hannoversche Straße 20 (Lage)                                           | 146. und 180. Gemeindeschule                                                                                                | 1888–1889 von Hermann Blankenstein |                                                    |
| 09011298 | Hannoversche Straße 30 (Lage)                                           | Bürogebäude des Instituts für Bauwesen der Akademie der Wissenschaften der DDR (später Deutsche Bauakademie)                | in ehem. Kaserne, 1913, Umbau 1949 von Hans Scharoun, Institut für Bauwesen; Sitz des Ständigen Vertreters der Bundesrepublik Deutschland bei der DDR, 1972–1989                |                                                    |
| 09011298 | Hannoversche Straße 30 (Lage)                                           | Bürogebäude des Instituts für Bauwesen der Akademie der Wissenschaften der DDR (später Deutsche Bauakademie)                | Atelier von Hans Scharoun, 1949 |                                                    |
| 09011298 | Hannoversche Straße 30 (Lage)                                           | Bürogebäude des Instituts für Bauwesen der Akademie der Wissenschaften der DDR (später Deutsche Bauakademie)                | Umbau und Erweiterung mit Gartenpavillon (Kulturhaus), 1974–1975 durch Bundesbaudirektion                                                                                       |                                                    |
| 09011081 | Invalidenstraße 80 (Lage)                                               | Pockenhaus der Charité Bestandteil des Ensembles: Charité                                                                   | 1836–1837 von Ludwig Ferdinand Hesse (?) |                                                    |
| 09011082 | Invalidenstraße 88 (Lage)                                               | Zahnärztliches Institut der Friedrich-Wilhelms-Universität Bestandteil des Ensembles: Charité                               | 1912 von Georg Thür und Max Guth |                                                    |
| 09060094 | Karlplatz (Lage)                                                        | Rudolf-Virchow-Denkmal mit Umpflanzung Bestandteil des Ensembles: Friedrich-Wilhelm-Stadt                                   | 1906–1910 von Fritz Klimsch |                                                    |
| 09030073 | Luisenstraße Wilhelmstraße (Lage)                                       | Marschallbrücke | 1881–1882 von Paul Gottheiner, Umbau 1997–1998 von Benedict Tonon und Gerhard Pichler                                                                                           |                                                    |
| 09095966 | Luisenstraße 18 (Lage)                                                  | Mietshaus, Künstlerklub „Die Möwe“ Bestandteil des Ensembles: Friedrich-Wilhelm-Stadt                                       | 1827–1828, Umbauten 1874, 1895 |                                                    |
| 09095894 | Luisenstraße 19 (Lage)                                                  | Mietshaus, Friedrich-Wilhelmstädtische Apotheke Bestandteil des Ensembles: Friedrich-Wilhelm-Stadt                          | 1827–1828, Umbau 1958 |                                                    |
| 09095896 | Luisenstraße 31B–34 (Lage)                                              | Kaiserliches Patentamt | 1887–1891 von August Busse (siehe Gartendenkmal Luisenstraße 32–34), in der NS-Zeit Sitz des reichsweit für die Ausplünderung von Emigranten zuständigen Finanzamts Moabit-West |                                                    |
| 09055023 | Luisenstraße 53 (Lage)                                                  | Mietshaus | 1842 |                                                    |
| 09055030 | Luisenstraße 56 (Lage)                                                  | Anatomisches Theater Bestandteil des Ensembles: Tierärztliche Hochschule                                                    | 1789–1790 von Carl Gotthard Langhans |                                                    |
| 09055030 | Luisenstraße 56 (Lage)                                                  | Anatomisches Theater Bestandteil des Ensembles: Tierärztliche Hochschule                                                    | Obductionshalle (südliche Erweiterung), 1874 von Julius Emmerich |                                                    |
| 09055030 | Luisenstraße 56 (Lage)                                                  | Anatomisches Theater Bestandteil des Ensembles: Tierärztliche Hochschule                                                    | Schlachthalle, 1935 von Walter Wolff |                                                    |
| 09060096 | Luisenstraße 56 (Lage)                                                  | Büste Wilhelm Dieckerhoff Bestandteil des Ensembles: Tierärztliche Hochschule                                               | 1906 von Ernst Herter |                                                    |
| 09060097 | Luisenstraße 56 (Lage)                                                  | Büste Wilhelm Schütz Bestandteil des Ensembles: Tierärztliche Hochschule                                                    | 1922 |                                                    |
| 09055035 | Luisenstraße 56 (Lage)                                                  | Chemisch-physiologisches Institut Bestandteil des Ensembles: Tierärztliche Hochschule                                       | 1910–1914 von Edmund Zastrau |                                                    |
| 09055040 | Luisenstraße 56 Hannoversche Straße 23–26 (Lage)                        | Chirurgische Pferdeklinik Bestandteil des Ensembles: Tierärztliche Hochschule                                               | 1923–1926 von Walther Wolff |                                                    |
| 09060098 | Luisenstraße 56 (Lage)                                                  | Denkmal Andreas Christian Gerlach Bestandteil des Ensembles: Tierärztliche Hochschule                                       | 1890 von Otto Panzner |                                                    |
| 09055033 | Luisenstraße 56 (Lage)                                                  | Hygienisches Institut Bestandteil des Ensembles: Tierärztliche Hochschule                                                   | 1899–1900 von Otto Poetsch |                                                    |
| 09055049 | Luisenstraße 56 (Lage)                                                  | I. Anatomisches Institut der Friedrich-Wilhelms-Universität Bestandteil des Ensembles: Tierärztliche Hochschule             | 1863–1865 von Albert Cremer, Bauerweiterungen 1884, 1907 (Aufstockung) und 1952                                                                                                 |                                                    |
| 09055048 | Luisenstraße 56 (Lage)                                                  | II. Anatomisches Institut der Friedrich-Wilhelms-Universität Bestandteil des Ensembles: Tierärztliche Hochschule            | 1891–1893 von Paul Böttger und Eduard Endell |                                                    |
| 09055031 | Luisenstraße 56 (Lage)                                                  | Institut für Tieranatomie Bestandteil des Ensembles: Tierärztliche Hochschule                                               | 1899–1902 von Otto Poetsch |                                                    |
| 09055036 | Luisenstraße 56 (Lage)                                                  | Klinik für kleine Haustiere Bestandteil des Ensembles: Tierärztliche Hochschule                                             | 1853, Erweiterungen 1883, 1905 von Otto Poetsch |                                                    |
| 09055045 | Luisenstraße 56 (Lage)                                                  | Klinik für kleine Haustiere, Räude- und Staupestation Bestandteil des Ensembles: Tierärztliche Hochschule                   | 1911–1913 von Edmund Zastrau |                                                    |
| 09055025 | Luisenstraße 56 (Lage)                                                  | Lehrgebäude der Tierarzneischule Bestandteil des Ensembles: Tierärztliche Hochschule                                        | 1838–1840 von Ludwig Ferdinand Hesse |                                                    |
| 09055037 | Luisenstraße 56 (Lage)                                                  | Medizinische Pferdeklinik, Stallgebäude Bestandteil des Ensembles: Tierärztliche Hochschule                                 | 1836–1838 von Ludwig Ferdinand Hesse, Erweiterung 1874–1877 von Julius Emmerich                                                                                                 |                                                    |
| 09055037 | Luisenstraße 56 (Lage)                                                  | Medizinische Pferdeklinik, Stallgebäude Bestandteil des Ensembles: Tierärztliche Hochschule                                 | nordwestlicher Anbau 1952–1954 |                                                    |
| 09055039 | Luisenstraße 56 (Lage)                                                  | Pathologisches Institut, Erweiterungsbau Bestandteil des Ensembles: Tierärztliche Hochschule                                | 1928 von Walther Wolff |                                                    |
| 09055041 | Luisenstraße 56 (Lage)                                                  | Poliklinik für große Haustiere Bestandteil des Ensembles: Tierärztliche Hochschule                                          | 1913–1922 von Edmund Zastrau |                                                    |
| 09055038 | Luisenstraße 56 (Lage)                                                  | Schmiede-, Kassen- und Apothekengebäude Bestandteil des Ensembles: Tierärztliche Hochschule                                 | 1930–1933 von Walther Wolff |                                                    |
| 09055026 | Luisenstraße 57 (Lage)                                                  | Mietshaus | 1840 |                                                    |
| 09055027 | Luisenstraße 58–59 (Lage)                                               | Langenbeck-Virchow-Haus | 1914–1915 von Hermann Dernburg, Umbau 1950 von Hanns Hopp (?) |                                                    |
| 09095863 | Marienstraße 2 (Lage)                                                   | Mietshaus Bestandteil des Ensembles: Friedrich-Wilhelm-Stadt                                                                | 1843 |                                                    |
| 09095864 | Marienstraße 3 (Lage)                                                   | Mietshaus Bestandteil des Ensembles: Friedrich-Wilhelm-Stadt                                                                | 1840 |                                                    |
| 09095865 | Marienstraße 4 (Lage)                                                   | Mietshaus Bestandteil des Ensembles: Friedrich-Wilhelm-Stadt                                                                | 1838 |                                                    |
| 09095866 | Marienstraße 5 (Lage)                                                   | Mietshaus Bestandteil des Ensembles: Friedrich-Wilhelm-Stadt                                                                | 1838 |                                                    |
| 09095871 | Marienstraße 10 (Lage)                                                  | Mietshaus Bestandteil des Ensembles: Friedrich-Wilhelm-Stadt                                                                | 1828 |                                                    |
| 09095872 | Marienstraße 11 (Lage)                                                  | Mietshaus Bestandteil des Ensembles: Friedrich-Wilhelm-Stadt                                                                | 1828 |                                                    |
| 09095872 | Marienstraße 11 (Lage)                                                  | Mietshaus Bestandteil des Ensembles: Friedrich-Wilhelm-Stadt                                                                | Gewerbebau, um 1890 |                                                    |
| 09095873 | Marienstraße 12 (Lage)                                                  | Mietshaus Bestandteil des Ensembles: Friedrich-Wilhelm-Stadt                                                                | 1827 |                                                    |
| 09095875 | Marienstraße 14 (Lage)                                                  | Mietshaus Bestandteil des Ensembles: Friedrich-Wilhelm-Stadt                                                                | 1827 |                                                    |
| 09095877 | Marienstraße 19–20 (Lage)                                               | Mietshäuser und Luxuspapierfabrik W. Hagelberg Bestandteil des Ensembles: Friedrich-Wilhelm-Stadt                           | 1839 und 1842; Aufstockung 1883 |                                                    |
| 09095877 | Marienstraße 19–20 (Lage)                                               | Mietshäuser und Luxuspapierfabrik W. Hagelberg Bestandteil des Ensembles: Friedrich-Wilhelm-Stadt                           | Erweiterung 1883 |                                                    |
| 09095878 | Marienstraße 21 (Lage)                                                  | Mietshaus und Luxuspapierfabrik W. Hagelberg Bestandteil des Ensembles: Friedrich-Wilhelm-Stadt                             | 1838, Aufstockung 1872 |                                                    |
| 09095878 | Marienstraße 21 (Lage)                                                  | Mietshaus und Luxuspapierfabrik W. Hagelberg Bestandteil des Ensembles: Friedrich-Wilhelm-Stadt                             | Hofgebäude 1865 |                                                    |
| 09095879 | Marienstraße 22 (Lage)                                                  | Mietshaus und Luxuspapierfabrik W. Hagelberg Bestandteil des Ensembles: Friedrich-Wilhelm-Stadt                             | 1827, Aufstockung 1869–1870 und 1894 |                                                    |
| 09095879 | Marienstraße 22 (Lage)                                                  | Mietshaus und Luxuspapierfabrik W. Hagelberg Bestandteil des Ensembles: Friedrich-Wilhelm-Stadt                             | Hofgebäude 1869–1870 |                                                    |
| 09095884 | Marienstraße 27 (Lage)                                                  | Mietshaus Bestandteil des Ensembles: Friedrich-Wilhelm-Stadt                                                                | 1831, Umbau um 1860 |                                                    |
| 09095885 | Marienstraße 28 (Lage)                                                  | Mietshaus Bestandteil des Ensembles: Friedrich-Wilhelm-Stadt                                                                | 1840 |                                                    |
| 09095886 | Marienstraße 29 (Lage)                                                  | Mietshaus Bestandteil des Ensembles: Friedrich-Wilhelm-Stadt                                                                | 1841 |                                                    |
| 09090050 | Reinhardtstraße 14/16 (Lage)                                            | St. Maria-Viktoria-Krankenhaus (heute Hans-Dietrich-Genscher-Haus)                                                          | 1908–1912 von Caspar Clemens Pickel |                                                    |
| 09030084 | Reinhardtstraße 29 (Lage)                                               | Portal des Exercierhauses des 2. Garde-Regiment zu Fuß                                                                      | 1827–1828 von Karl Hampel, nach Vorgaben Schinkels |                                                    |
| 09095971 | Reinhardtstraße 33 (Lage)                                               | Mietshaus Bestandteil des Ensembles: Friedrich-Wilhelm-Stadt                                                                | um 1830 |                                                    |
| 09095972 | Reinhardtstraße 34 (Lage)                                               | Augenheilanstalt Bestandteil des Ensembles: Friedrich-Wilhelm-Stadt                                                         | 1907–1908 von Breslauer & Salinger |                                                    |
| 09095976 | Reinhardtstraße 41 Charitéstraße 6 (Lage)                               | Mietshaus Bestandteil des Ensembles: Friedrich-Wilhelm-Stadt                                                                | 1827 |                                                    |
| 09095976 | Reinhardtstraße 41 Charitéstraße 6 (Lage)                               | Mietshaus Bestandteil des Ensembles: Friedrich-Wilhelm-Stadt                                                                | Treppenhaus |                                                    |
| 09095979 | Reinhardtstraße 47–47A (Lage)                                           | Mietshaus | um 1895 |                                                    |
| 09011187 | Robert-Koch-Platz 7 (Lage)                                              | Kaiserin-Friedrich-Haus | 1904–1906 von Ernst von Ihne |                                                    |
| 09011189 | Robert-Koch-Platz 9 Hannoversche Straße (Lage)                          | Mietshaus | 1881 von P. Garnn (?) |                                                    |
| 09095895 | Schiffbauerdamm 22 (Lage)                                               | Zentralstation der Berliner Elektricitäts-Werke Schiffbauerdamm, Kessel- und Maschinenhaus                                  | 1889–1890 |                                                    |
| 09095895 | Luisenstraße 35 (Lage)                                                  | Denkmalverlust: Verwaltungsgebäude                                                                                          | 1927–1929 nach Entwurf von Hans Heinrich Müller in Form der Neuen Sachlichkeit, Fassade wurde in der Nachkriegszeit verändert, Aberkennung des Denkmalstatuses                  |                                                    |
| 09011193 | Schumannstraße 12–13A (Lage)                                            | Friedrich-Wilhelmstädtisches Theater, Deutsches Theater und Kammerspiele Bestandteil des Ensembles: Friedrich-Wilhelm-Stadt | Friedrich-Wilhelmstädtisches Theater, 1850 von Eduard Titz (Kellergewölbe, Umfassungswände, zwei Treppenhäuser und das hölzerne Sprengwerk des Daches)                          |                                                    |
| 09011193 | Schumannstraße 12–13A (Lage)                                            | Friedrich-Wilhelmstädtisches Theater, Deutsches Theater und Kammerspiele Bestandteil des Ensembles: Friedrich-Wilhelm-Stadt | Deutsches Theater, Umbau 1883 von Hermann Richter, Erneuerung 1979–1983 |                                                    |
| 09011193 | Schumannstraße 12–13A (Lage)                                            | Friedrich-Wilhelmstädtisches Theater, Deutsches Theater und Kammerspiele Bestandteil des Ensembles: Friedrich-Wilhelm-Stadt | Kammerspiele, Umbau 1906 von William Müller |                                                    |
| 09060129 | Schumannstraße 13 (Lage)                                                | Büsten Otto Brahm und Max Reinhardt Bestandteil des Ensembles: Friedrich-Wilhelm-Stadt                                      | Brahm, 1963 von Eberhard Bachmann |                                                    |
| 09060129 | Schumannstraße 13 (Lage)                                                | Büsten Otto Brahm und Max Reinhardt Bestandteil des Ensembles: Friedrich-Wilhelm-Stadt                                      | Reinhardt, 1963 von Wilfried Fitzenreiter |                                                    |
| 09090057 | Schumannstraße 14A–B (Lage)                                             | Mietshaus Bestandteil des Ensembles: Friedrich-Wilhelm-Stadt                                                                | 1842 |                                                    |
| 09090061 | Schumannstraße 16 (Lage)                                                | Mietshaus Bestandteil des Ensembles: Friedrich-Wilhelm-Stadt                                                                | 1831 |                                                    |
| 09090062 | Schumannstraße 17 (Lage)                                                | Mietshaus Bestandteil des Ensembles: Friedrich-Wilhelm-Stadt                                                                | 1831 |                                                    |
| 09095908 | Schumannstraße 18 (Lage)                                                | Privatklinik Prof. Straßmann Bestandteil des Ensembles: Friedrich-Wilhelm-Stadt                                             | 1908–1909 von Max Fraenkel, Bildhauerarbeiten von Sándor Járay |                                                    |
| 09060109 | Schumannstraße 20–21 vor der Charité (Lage)                             | Denkmal Albrecht von Graefe Bestandteil des Ensembles: Charité                                                              | 1882 von Rudolf Siemering, Schauwand von Gropius & Schmieden |                                                    |

## Gartendenkmale
| Nr.      | Lage                        | Offizielle Bezeichnung                                                                              | Beschreibung                                                                     | Bild                                      |
| -------- | --------------------------- | --------------------------------------------------------------------------------------------------- | -------------------------------------------------------------------------------- | ----------------------------------------- |
| 09010183 | Albrechtstraße 13–14 (Lage) | Koepjohannsche Stiftung, Vorgarten und Gartenhof Bestandteil des Ensembles: Friedrich-Wilhelm-Stadt | 1905 (siehe auch Gesamtanlage Schiffbauerdamm 8)                                 |                                           |
| 09010198 | Luisenstraße 32–34 (Lage)   | Gartenhof des Patentamtes                                                                           | 1887–1891 (siehe auch Baudenkmal Luisenstraße 32–34)                             |                                           |
| 09010205 | Robert-Koch-Platz (Lage)    | Stadtplatz                                                                                          | 1840 von Peter Joseph Lenné, Wiederherstellung 1993                              | Robert-Koch-Platz mit Robert-Koch-Denkmal |
| 09010205 | Robert-Koch-Platz (Lage)    | Stadtplatz                                                                                          | Robert-Koch-Denkmal, 1916 von Louis Tuaillon                                     | Robert-Koch-Platz mit Robert-Koch-Denkmal |
| 09010205 | Robert-Koch-Platz (Lage)    | Stadtplatz                                                                                          | Kopie des Emil-Fischer-Denkmals von Fritz Klimsch, nach 1945 von Richard Scheibe | Robert-Koch-Platz mit Robert-Koch-Denkmal |